# Instorting van het World Trade Center
De Twin Towers van het World Trade Center op Lower Manhattan (Manhattan), New York stortten in bij de terroristische aanslagen op 11 september 2001 nadat twee door terreurorganisatie Al Qaida gekaapte Boeings 767 door de kapers in de 110 verdiepingen tellende torens gevlogen werden.
American Airlines-vlucht 11 raakte de North Tower van het World Trade Center (WTC 1) om 8:46 uur (14:46 uur Midden-Europese Tijd). United Airlines-vlucht 175 vloog om 9:03 uur (15:03 uur Midden-Europese Tijd) met een veel hogere snelheid in de South Tower van het World Trade Center (WTC 2), op zodanige wijze dat de oostelijke façade van de toren over de hele breedte doorboord werd. De torens overleefden de inslag van de vliegtuigen en bleven 56 minuten samen overeind staan, hetgeen gevangen mensen nog enige gelegenheid bood om te ontsnappen uit het World Trade Center-complex en zijn omgeving.
Uiteindelijk stortten de (van buitenuit) identieke kantoorgebouwen in, waarbij alle mensen die toen in de torens aanwezig waren het leven lieten. De weliswaar moeizame evacuatie was in beide gebouwen aan de gang, maar werd niet tot een goed einde gebracht daar men door de tijd werd ingehaald. Tussen beide instortingen zat een tijdspanne van 29 minuten; de South Tower stortte in om 9:59 uur (15:59 uur Midden-Europese Tijd), de North Tower – met radio-en televisieantenne – om 10:28 uur (16:28 uur Midden-Europese Tijd). Het Marriott World Trade Center, een hotel aan de voet van de Twin Towers, werd daardoor verpletterd. Zeven uur na de Twin Towers, om 17:20 uur (23:20 uur Midden-Europese Tijd), stortte het 7 World Trade Center in – als gevolg van schade door het instorten van de naastgelegen North Tower. Het 4 World Trade Center, 5 World Trade Center en 6 World Trade Center – lagere zwarte gebouwen aan de voet van het complex – liepen onherstelbare schade op en werden later gesloopt.
Bij de aanslagen op en instorting van het World Trade Center kwamen 2.763 mensen om het leven, waarvan meer dan 2.000 burgers in de Twin Towers en hun directe omgeving, 343 brandweerlieden, 62 politiemensen, 147 passagiers en 10 kapers. 1.647 lichamen werden reeds geïdentificeerd, maar van 1.106 mensen of 40% van de slachtoffers is de identiteit nog onbekend. Van de 2.753 burgerlijke slachtoffers was 77% man en 23% vrouw. Slechts 58% van de slachtoffers zijn geïdentificeerd door gevonden stoffelijke resten. De gemiddelde leeftijd was 40 jaar. Het jongste slachtoffer, een kind aan boord van vlucht 175, was 2½ jaar, het oudste, een passagier van vlucht 11, was 85 jaar. Ingeborg Astrid Desiree Lariby (°1959) was het enige Nederlandse slachtoffer. Zij was werkzaam in de South Tower. Patrice Braut (°1970), werkzaam in de North Tower op de 97ste verdieping, was het enige Belgische slachtoffer.
De complete verwoesting van de Twin Towers, symbolisch waardevol en een icoon van New York en de Verenigde Staten, duurde uiteindelijk 1 uur en 42 minuten en was een progressieve instorting. Een primair constructie-element kon falen (de vloeren), waardoor andere elementen mee faalden (de stalen draagconstructie) en de instorting werd veroorzaakt. De Twin Towers waren op het moment van de aanslagen 28 jaar oud, sinds de opening van het complex begin april 1973. Het 7 World Trade Center werd pas een decennium later opgetrokken en was 14 jaar oud sinds de opening in 1987. Het structureel ontwerp – anno 1973 een revolutionaire verbinding van stalen kolommen en vloersysteem – was volgens ingenieurs bepalend.

## Aanslag op het World Trade Center

World Trade Center (North Tower rechts) bij de inslag van United Airlines-vlucht 175 om 9:03 uur (het vliegtuig doorboort de oostelijke façade v/d South Tower), vanuit het noordoosten (dak op Murray / Warren Street); gebouw rechtsonder is het 7 World Trade Center, dat in de late namiddag instortte

In de ochtend van dinsdag 11 september 2001 werden vier passagiersvliegtuigen gekaapt met als doel vier afzonderlijke doelwitten aan te vallen. Twee vliegtuigen boorden zich in de wereldbefaamde Twin Towers van het World Trade Center op Lower Manhattan (Manhattan) in New York, waar dagelijks ongeveer 50.000 mensen werkten. De eerste inslag vond plaats om 8:46 uur plaatselijke tijd (UTC−5) – 14:46 uur (Midden-Europese Tijd) – waarbij de noordzijde van de North Tower van het World Trade Center (WTC 1) werd geraakt door American Airlines-vlucht 11 met een snelheid van 710 km/u. De 92 passagiers, inclusief de kapers, kwamen daarbij om het leven.
9/11 (documentaire) van de broers Jules en Gédéon Naudet over een rookie bij een lokaal brandweerkorps, kon enkele seconden na impact de ontploffing van het vliegtuig registreren ter hoogte van 32 Avenue of the Americas in de wijk TriBeCa. De opnames werden wereldberoemd omdat deze een van de weinige zonneklare beelden zijn van de eerste aanslag op het World Trade Center. De titel en inhoud van de documentaire werden impromptu veranderd en de broers besloten om verder te filmen.
Tussen de 93e en 99e verdieping was de stalen kern van de North Tower zwaar aangetast, maar de lasten werden overgedragen aan de façades en de vloeren waardoor de toestand wat langer stabiel bleef. Het is een van de redenen waarom de North Tower langer bleef staan.
Een kwartier na de eerste inslag boorde United Airlines-vlucht 175 zich om 9:03 uur, komende vanuit het zuidwesten, in de zuidzijde van de South Tower van het World Trade Center (WTC 2). Bij de inslag vonden 65 mensen de dood, inclusief de vijf kapers. Het tweede toestel maakte een duikvlucht met 870 km/u, sneller dan de snelheid van 800 km/u die de Boeing 767 normaal kan vliegen. Het vliegtuig raakte de zuidelijke façade in de rechterhoek, waardoor ook de oostelijke façade gepenetreerd werd en rampspoedig belast werd. In de North Tower werd de belasting beter verdeeld omdat het gebouw hoger en centraler werd geraakt, waardoor de overbelasting daar langer werd gedragen. Tussen de 77e en 85e verdieping was de South Tower zwaar aangetast.
Volgens het National Institute of Standards and Technology (afkorting NIST), een wetenschappelijk overheidsinstituut verantwoordelijk voor onderzoek naar bouwtechnische fouten die leidden tot verlies van mensenlevens, kwam in de torens 10.000 gallon aan kerosine vrij (37.860 liter) (helemaal door de liftschachten heen) alsmede ontplofte kantoorapparatuur. De (zachte) wind blies losgeraakte panelen [van het exterieur] en duizenden papieren de straten op. De vliegtuigen waren volgetankt. De daardoor ontstane heftige brand verzwakte de stalen draagconstructie (kolommen).
Het speciale liftsysteem van de Twin Towers, met "skylobbies", werd in beide gebouwen verwoest en ter hoogte van de inslagzone was slechts een trappenhuis in het westen van de South Tower nog toegankelijk. Men kon de North Tower niet meer verlaten indien men zich in of boven de inslagzone bevond, maar ook aan de andere zijden van de South Tower kon men het gebouw niet meer verlaten.
Achttien mensen slaagden er in de South Tower te verlaten via één toegankelijk trappenhuis, onder wie Stanley Praimnath. Velen waren niet op de hoogte dat dat trappenhuis nog operationeel was. In de North Tower verspreidde het vuur zich later tot het driesterrenrestaurant Windows on the World, waar men stierf door verstikking vanwege rookinademing. Blussen van de branden was niet mogelijk vanwege de hoogte. De sprinklerinstallaties uit 1981 werkten niet (goed). Er werd geschakeld naar het redden van zoveel mogelijk mensenlevens. De torens werden ontworpen om enorme statische last te doorstaan, maar ze boden weinig weerstand tegen het gedeelte boven de beschadiging. Constructies reageren heel anders op statische en mechanische spanning. In dit geval werd genoeg kinetische energie geproduceerd voor totale instorting.

## Constructie van de Twin Towers
| |  | |
| Twin Towers in Lower Manhattan in 1971: de buitenmuren worden geplaatst (North Tower links). South Tower bevindt zich in een vroegere fase (aan dat gebouw werd later begonnen). Foto genomen vanaf New Jersey, overzijde Hudsonrivier. |  | Inslagzones vlucht 11 (links) en vlucht 175 (rechts); perimeter (buitenste vlak) en kern (liften en trappenhuizen); vloeren (gele zone). |

Om de instortingen van de Twin Towers te begrijpen dient volgens ingenieurs het structureel ontwerp onder de loep te worden genomen. De Twin Towers stonden bekend als meest revolutionaire wolkenkrabbers [van hun tijd]. De bouwtechnieken die gebruikt werden voor de Twin Towers werden nooit eerder toegepast [voor die hoogte]. 
De Twin Towers waren op het moment van de aanslagen 28 jaar oud (noot: periode sinds opleveringsdatum inbegrepen) en de op drie na hoogste gebouwen ter wereld. Slechts de Petronas Twin Towers in Kuala Lumpur en de Willis Tower in Chicago waren op dat ogenblik, late 20e eeuw en vroege 21e eeuw, hoger dan de Twin Towers van het World Trade Center. 
De North Tower heeft bij de voltooiing in 1972 (South Tower was pas gereed in 1973) de titel van hoogste bouwwerk ter wereld gedragen en speelde die na een jaar kwijt aan de Willis Tower in Chicago, die uit 1973 dateert.
De Twin Towers werden gebouwd tussen 1966 en 1973 op de site van Radio Row en geopend op 4 april 1973. De torens werden ontworpen als verticale ingelaste stalen structuren. Bovendien had de Japans-Amerikaans architect Minoru Yamasaki (1912–1986) hoogtevrees, waardoor hij koos voor smalle ramen. Daarom werden de buitenmuren "curtain walls" ("gordijnen") genoemd. Het leek namelijk alsof er geen ramen waren.
De Twin Towers waren vier maal 63,14 meter breed en hadden een hoogte van 417 meter (North Tower, WTC 1) en 415 meter (South Tower, WTC 2). 59 geprefabriceerde stalen "perimeterkolommen" (de kolommen langs de omtrek) plaatste men achter het exterieur en zorgden voor het gros van sterkte en zwaartekrachtverdeling van de constructie, net als de geprefabriceerde stalen "kernkolommen" (centrale kolommen waartussen liften en trappen zich bevonden). 
Bruinkleurige perimeterkolommen werden eerst geplaatst, grijskleurige buitenmuren (exterieur) afgewerkt met aluminium werden daarna voor de perimeterkolommen geplaatst. Door deze techniek te gebruiken waren de buitenmuren niet dragend, een tamelijk revolutionaire techniek voor die tijd. Boven de tiende verdieping bevonden zich 59 perimeterkolommen langs elk vlak van het gebouw en langs elk vlak nog eens 47 stalen kernkolommen. Alle liften en trappenhuizen bevonden zich in de kern. 
Een open kolomvrije ruimte bleef over, die werd overbrugd met de vloerbedekking. Een betonnen vloer en stalen vloerondersteuning bevonden zich 110 maal tussen de kern en de perimeter zoals een dakconstructie bij een woning, maar dan twee maal 110 maal en veel ruimer want de Twin Towers hadden een totaal vloeroppervlak van 10.000.000 ft2 of 929.029,4 m². Het innovatieve systeem werd destijds in hoogsteigen persoon bedacht door toegewezen ir. Leslie E. Robertson (1928–2021).
Over wat de Twin Towers deed instorten bestaat onenigheid onder burgerlijk ingenieurs, ofwel personen die van hoed en rand weten. Een raster van 'floor trusses' (Nederlands: liggers of gebinten) verbond perimeter en kern en droeg de 10 cm dikke betonnen platen. Dat bijzondere raster ondersteunde de vloeren met dwarsverbindingen op de betonplaat voor composiet. De 'floor trusses' hadden een lange overspanning van 18 meter en een korte van 11 meter. Het raster verbond de verticale stalen kolommen en was verbonden met platen met elastische dempers, waardoor ze zware wind konden weerstaan. Het bleek echter een achilleshiel te zijn op 11 september 2001. Door de beschadigde brandwering in de impactzone van de South Tower verbogen en braken deze (ten oosten, waar men was binnengevlogen). Zonder de zijdelingse steun aan de stalen kolommen begon hier het instorten. Unanimiteit heerst er evenwel niet over.
Beide torens bevatten boven de 107de verdieping een groot aantal vakwerkliggers (Engels: "Vierendeel girders"), zes langs de lange as van de kern en vier langs de korte as. Het systeem maakte een geoptimaliseerde verdeling van belasting door de verticale kolommen mogelijk, met verbeterde prestaties tussen de materialen van flexibel staal en hard beton. Aangenomen wordt dat ook dat (hoogst gelegen) compartiment van de gebouwen ten grondslag lag van de instorting in de North Tower, waar de radio -en televisieantenne die uit 1979 als eerste inzakte. Ergo: de centrale kern was de oorzaak, integenstelling tot de vloeren.
De plattegronden van de Twin Towers verschilden daarenboven, waardoor ook van binnenuit grote verschillen dienden opgemerkt te worden. Ir. Leslie E. Robertson (1928–2021) zei ooit dat hij de torens als broer en zus zag, in plaats van als een identieke tweeling. De centrale kernen werden tegengesteld opgebouwd (foto inslagzones). Op 11 september 2001 werd de North Tower loodrecht (perpendiculair) op de kern geraakt, de South Tower evenwijdig en zelfs vrij diagonaal. Buitendien werd de centrale kern van de South Tower vooral gemist (doch werd ten oosten geraakt), doch werden de vloeren getroffen (ten oosten en ten zuiden). Het moeten torsen van de lasten aan één kant (oosten) werd noodlottig in de South Tower.

## Instorting van de Twin Towers

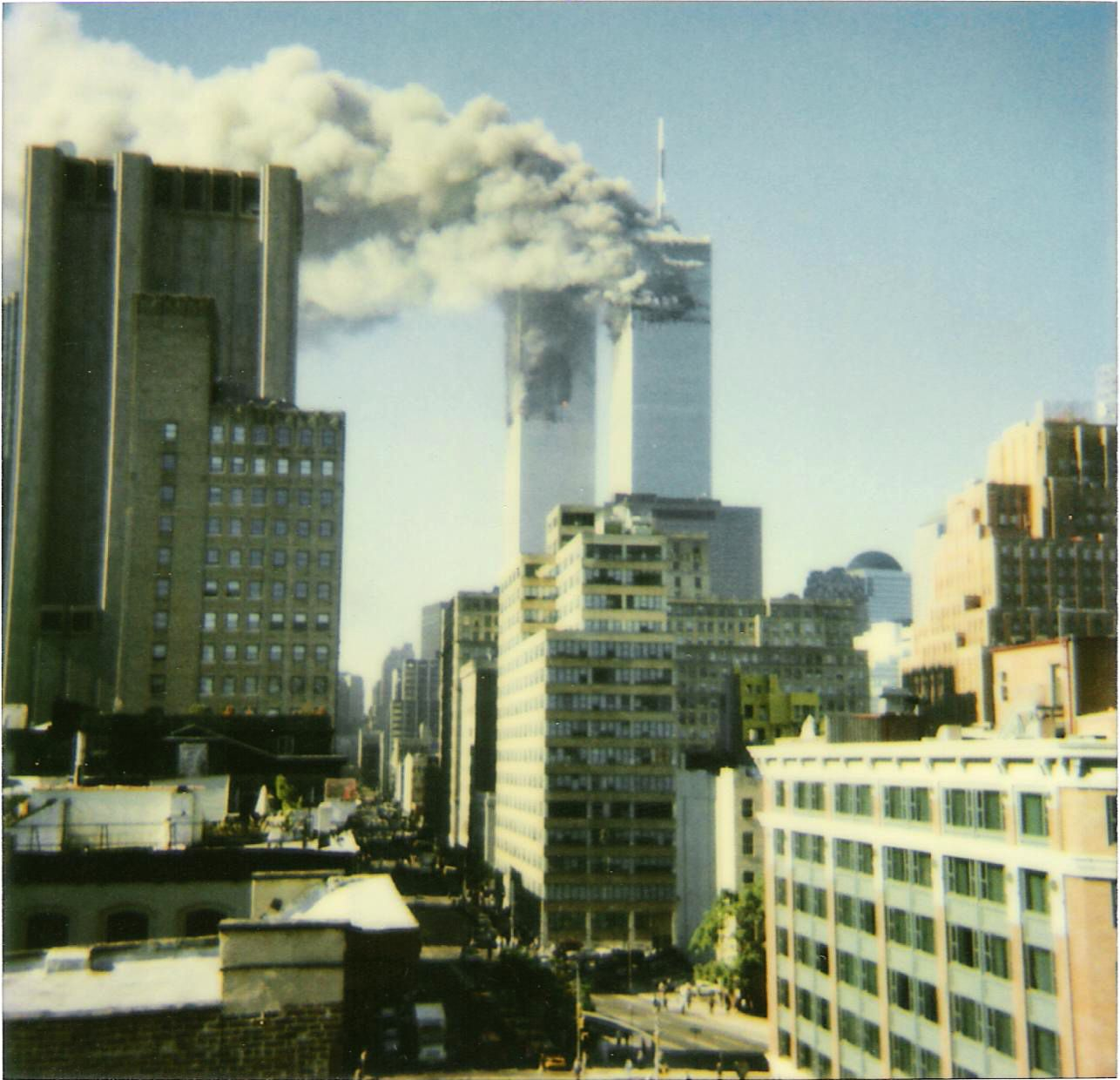
Polaroid: links 33 Thomas Street en rechtsonder The Roxy, een hotel, erboven 60 Hudson Street. Dit is ongeveer waar de Naudet-broers de eerste crash filmden: ter hoogte van het 32 Avenue of the Americas, TriBeCa

De overbelaste oostelijke en noordelijke façade van de South Tower (WTC 2)

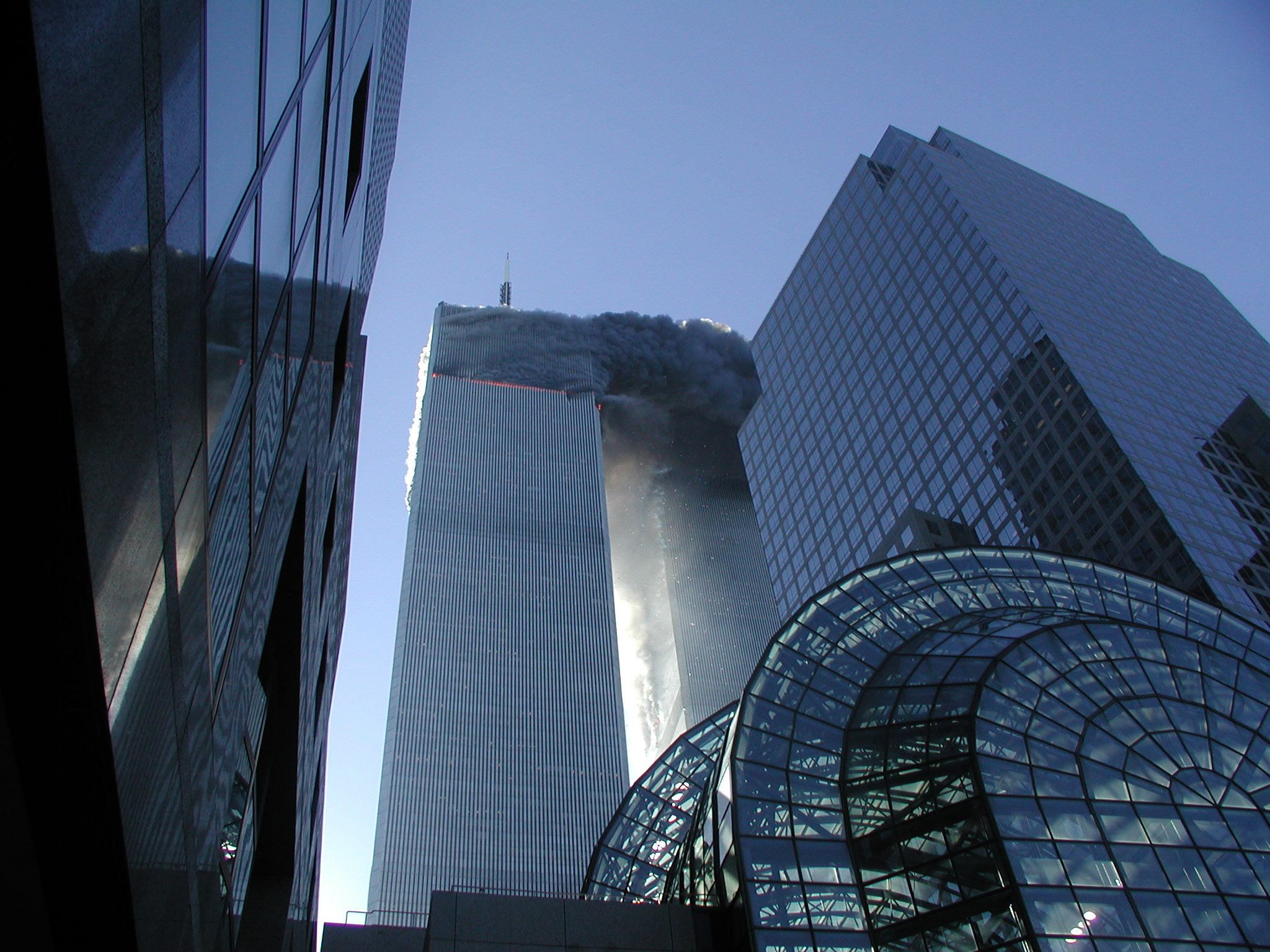
De westelijke façade van de North Tower (WTC 1), gezien vanaf de jachthaven North Cove Marina aan het World Financial Center

Instorting van de South Tower gezien vanuit het noordoosten (gevorderd stadium)

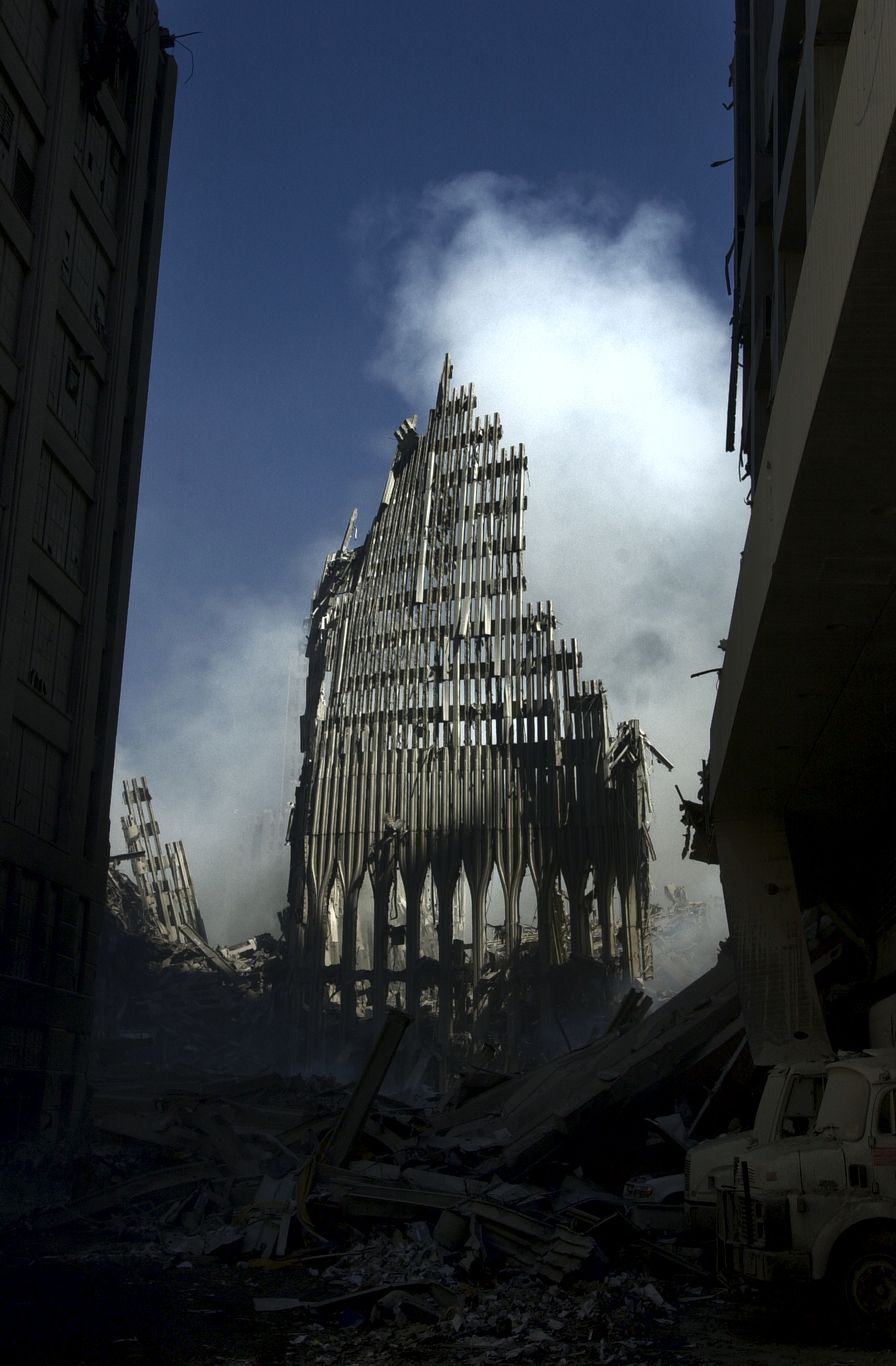
Ruïnes van de South Tower

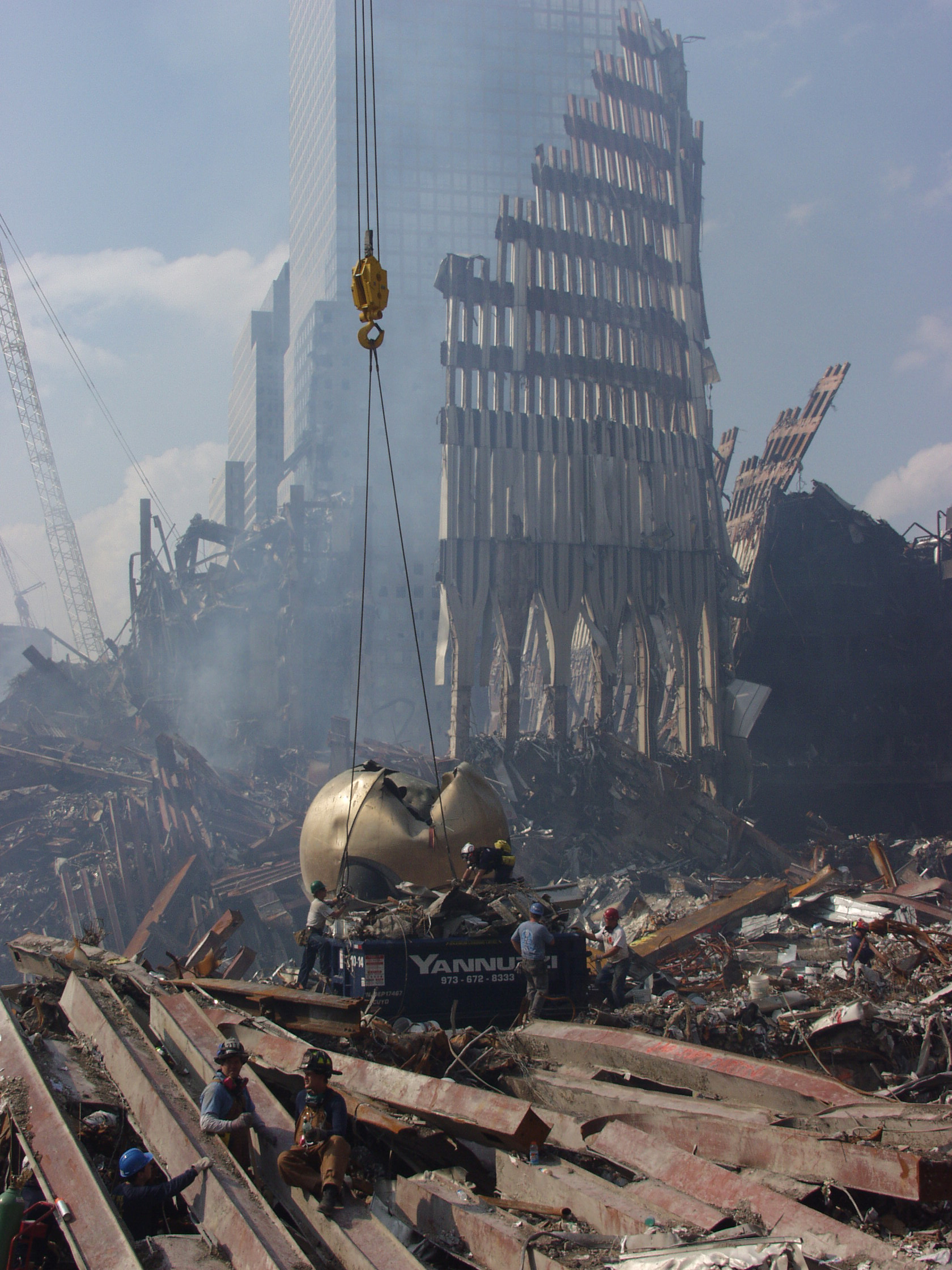
The Sphere en overblijfselen van de centrale kern en exterieur van de North Tower

### Conclusies van NIST en FEMA

#### NIST
In het onderzoeksrapport van het National Institute of Standards and Technology (NIST) wordt vermeld dat beide gebouwen dusdanig uitbrandden dat bepaalde verdiepingen uiteindelijk bezweken, waaronder vrijwel alle hogere verdiepingen van de South Tower vanaf 9:37 uur, een halfuur na inslag. New York City Fire Department (FDNY) meldde om 10:20 uur dat de North Tower "rigoureus naar het zuiden leunde". Acht minuten later stortte het gebouw in. Er werd melding gemaakt van de verslechterende toestand van de gebouwen door de luchtvaarteenheid van het New York City Police Department (NYPD).
Het World Trade Center, beide Twin Towers, was verdeeld in drie verschillende zones; de perimeter, de kern en een open kolomvrije ruimte; de vloeren. Het staal van de perimeterkolommen en de kernkolommen had significante verhitting ondergaan, maar was niet gesmolten.
De instorting van de South Tower zou hoofdzakelijk zijn teweeggebracht door onstabiele oostelijke perimeterkolommen (en dus ook de buitenmuur van die façade). Door verzakte vloeren trad namelijk een niet te overzien verlies van zijdelingse steun op. De toestand van de South Tower verslechterde sneller omdat het hoekige raakpunt ervoor zorgde dat de oostelijke façade zwaarder belast werd dan de andere façades en de last naar één kant overhelde.
In beide gebouwen was een minder efficiënte zwaartekrachtverdeling door kruipdeformatie door verhoogde temperatuur alsmede een verminderde treksterkte een negatieve inwerking.
Over het algemeen was de North Tower, doordat deze hoger en overwegend loodrecht op de kern werd geraakt, altijd sterker dan de South Tower omdat deze in staat was om het gewicht te verdelen onder de minder beschadigde elementen, de façades en de vloeren. In de North Tower was de centrale kern getroffen door de impact en de kern zou de façades en de vloeren negatief beïnvloeden; met name wegens de last die onder verhitting te veel werd en wegens het momentum van zijn falen. Het NIST concludeerde dat de impact van de vliegtuigen de kern van de North Tower doorsneed en ten dele de kern van de South Tower.
De gebouwen overleefden de impact, maar ze waren blootgesteld aan temperaturen die het staal extreem verzwakten. Een grote hoeveelheid kerosine – die temperaturen van 1.000 graden Celsius bereikte – brandde snel uit, maar de branden die werden veroorzaakt resulteerden in afnemende brandwerendheid en weggevallen warmte-isolatie. Het NIST concludeerde dat de verbinding tussen de perimeter, de kernen en de vloeren op grote schaal faalde, waardoor de torens geheel instortten. Het vloersysteem was kwetsbaar en vloeren faalden door buigmomenten.
De kolommen werden onstabiel en de zuidelijke façade van de North Tower en oostelijke façade van de South Tower faalden (Engels: "buckle" of knikken).
De conclusies van het NIST:
1. Ten eerste begonnen de vloeren die brandwering verloren als gevolg van puininslag, door te zakken als gevolg van de hoge temperatuur van de brand.
2. De doorgezakte vloeren trokken de Vierendeelliggers (vakwerk) naar binnen en vervormden de buitenmuren.
3. De buitenmuren begonnen te knikken (Engels: buckle) onder de gecombineerde krachten van de verzakte vloeren, de brand en de verwoeste kernkolommen door vliegtuigschade.
4. De buitenmuren bezweken en deden de gebouwen instorten. Onderstaande vloeren boden weinig weerstand tegen de relatief enorme kinetische energie.

#### FEMA
Een jaar na de aanslagen concludeerde het Federal Emergency Management Agency (FEMA) – een agentschap van het Amerikaanse ministerie van Binnenlandse Veiligheid (Engels: United States Department of Homeland Security) met een aangewezen team van burgerlijk ingenieurs dat de instortingen onderzocht – dat de Twin Towers instortten "door de klap van de vliegtuigen, de daardoor ontstane plaatselijke schade, en vervolgens doordat het staal zijn draagkracht verloor" (door hitte en mechanische belasting). FEMA deelde de gebeurtenissen in de Twin Towers op in drie fases: de reactie van de gebouwen op de impact, de reactie van de gebouwen op de branden (die rampzalig bleek te zijn wegens losgeraakte warmte-isolatie) en het verval dat de instortingen heeft ingeleid. Het agentschap ontleedde de gebeurtenissen met een technischere benadering dan het NIST. Men kwam tot vele, vaak weliswaar veronderstelde en suggestieve conclusies die een inkijk geven op de structurele achteruitgang van de Twin Towers van het World Trade Center.
De North Tower reageerde beter op de impact dan de South Tower omdat de belasting kon worden verdeeld over de bouwelementen die minder beschadigd waren. De kernen waren tegengesteld opgebouwd, wat een rol speelde. De South Tower werd niet loodrecht op de centrale kern getroffen, de belasting werd dus niet verdeeld zoals in de North Tower. De vliegtuigen vlogen de gebouwen allebei vanuit noordelijke of zuidelijke richting binnen. Vakwerkliggers, ter ondersteuning van de hele draagconstructie, speelden in de North Tower een essentiële rol in het verdelen van de belasting doordat ze intact waren. In de South Tower werd de belasting minder lang gedragen omdat de vloeren ten oosten en ten zuiden extreme schade hadden opgelopen.
De kern van de South Tower bleef grotendeels onbeschadigd, maar de perimeterkolommen en de vloeren ten zuidoosten, oosten (in mindere mate ten noordoosten) van het gebouw waren zwaar beschadigd. Dat zorgde voor beperkte zwaartekrachtverdeling, die gauw verdween.
De South Tower werd sneller verzwakt door de branden dan de North Tower. De schade aan het gedeelte tussen de stalen perimeterkolommen en de stalen kernkolommen, i.e. de open en kolomvrije ruimte ter ondersteuning van de vloeren, was in de South Tower van catastrofale aard. De ruimte tussen de impactzone en de top van de North Tower was vijftien verdiepingen hoog, in de South Tower was die ruimte meer dan twintig verdiepingen hoog. De South Tower droeg daardoor meer gewicht dan de North Tower, die hoger en centraler getroffen werd. 
Bij de inslag van American Airlines-vlucht 175 bewoog de South Tower heen en weer. Op ietwat naargeestige wijze, en wel vanwege de immense kracht die er op inwerkte (Engels: "sway"). Het bewegen duurde minutenlang, maar was niet zichtbaar voor het blote oog. De perimeterkolommen wankelden vlak voor de instortingen. Deze werden namelijk niet meer gesteund. In de North Tower liet de verzwakking langer op zich wachten omdat de resterende elementen zoals vloeroverspanning en vakwerk lange tijd solide waren voor betere zwaartekrachtverdeling dan die in zijn tegenhanger. 
De Twin Towers hebben zodus een poging ondernomen om te weerstaan aan datgene waartegen ze bestand moesten zijn. Hevige krachten van buitenaf, zoals een aardbeving. De kernkolommen presteerden sterker dan de perimeterkolommen, hoewel ze niet de meeste belasting droegen. Dat was namelijk de taak van de perimeterkolommen, die zwakker optraden. De branden verzwakte de torens ter hoogte van de impactzone, niet de constructie daaronder hetgeen progressieve instorting ("pancake collapse") verklaart. 
De vloeren ten (zuid)oosten van de South Tower begonnen namelijk door te zakken onder verhitting en onder impuls van buigmomenten, waardoor de stalen perimeterkolommen en stalen kernkolommen wankelden en bezweken zonder zijdelingse steun (Engels: "buckle" of knikken). 56 minuten na de inslag vond een niet te stoppen instorting van de draagconstructie plaats in de South Tower.
102 minuten na de inslag zakten in de North Tower stalen kernkolommen door. Deze sleurden de hele draagconstructie mee. Het agentschap verwees naar de antenne op de North Tower, die als eerste naar beneden kwam. De perimeterkolommen werden pas daarna op felle wijze naar buiten gedreven. Bovendien bezweek de zuidelijke façade als eerste nadat vooreerst de radio-en televisieantenne neerzeeg. De North Tower helde al enige tijd over naar die specifieke zuidelijke kant van de constructie, zo werd opgemerkt door brandweerlieden van FDNY.

#### North Tower

Plattegrond die de rechtstreekse impact op het World Trade Center en de omgeving weergeeft. Vliegtuigonderdelen werden enkele straten verderop teruggevonden.

In de centrale inslagzone van de North Tower die correspondeert met de vliegtuigromp en de motoren van American Airlines-vlucht 11, werden ten minste vijf van de geprefabriceerde perimeterkolommen die de buitenmuren vormden, losgebroken van de constructie en sommige kolommen waren helemaal naar de centrale kern van het gebouw geduwd. Plaatselijk waren de vloeren ondersteund door de buitenmuur ten dele ingestort en waren ze ontdaan van enige steun langs de buitenmuur. Weg van de centrale kern, maar in gebieden die nog werden getroffen door het vliegtuig, werden de buitenste kolommen gebroken door de kracht van de botsing van het vliegtuig. 
Eén interpretatie zou suggereren dat 31 tot 36 kolommen aan de noordelijke façade van het gebouw werden vernietigd over een hoogte van vier verdiepingen. Gedeeltelijke instorting van vloeren in deze zone lijkt te hebben plaatsgevonden over een horizontale lengte van ongeveer 19 meter op een totaal van 63,14 meter, terwijl vloeren elders in het gebouw intact zijn gebleven.
Naast de schade aan de perimeter was er ongedefinieerde schade opgetreden aan de centrale kern. Noodoproepen van werknemers uit kantoren op de 91ste verdieping van het gebouw aan de noordelijke façade, zo'n drie verdiepingen onder de inslagzone van American Airlines-vlucht 11, tonen grotesk verval van de kern aan. Getuigenissen over de schade die direct na de vliegtuiginslag zichtbaar zou zijn geweest, suggereren relatief lichte schade aan de buitenmuren van het gebouw en geleidelijk grotere schade aan het zuiden en oosten. Ze beschreven uitgebreide achteruitgang in het oostelijke deel van de centrale kern, waardoor ze geen toegang kregen tot de meest oostelijke uitgangstrap. Dit suggereert de mogelijkheid van onmiddellijke gedeeltelijke instorting van de centrale kern. Men beschreef voorts de aanwezigheid van puin bij ingestorte scheidingswanden van bovenverdiepingen bij de trappenhuizen verder naar het westen, wat de mogelijkheid suggereert van enige structurele schade in het noordwestelijke deel van de centrale kern.
Als gevolg van de impact van American Airlines-vlucht 11 werd de minimale belasting die werd gedragen door de kernkolommen met succes overgebracht naar andere componenten (vloeren en perimeter). Het grootste deel van de door de verwoeste kernkolommen gedragen belasting wordt verondersteld te zijn overgebracht naar aangrenzende perimeterkolommen door vakwerk-gedrag van de buitenmuren. Kolommen die zich verder van de impactzone bevinden, zouden aanzienlijk onder hun uiteindelijke overlevingscapaciteit zijn gebleven. 
Het verlies van de kolommen resulteerde in een onmiddellijke kanteling van de constructie naar de impactzone. Het is bekend dat bepaalde vliegtuigonderdelen zich een weg door de constructie baanden. Zo werden reddingsvesten en zetels gevonden op het dak van het Bankers Trust Plaza, gelegen ten zuiden van de South Tower. Een deel van het landingsgestel van American Airlines-vlucht 11 werd gevonden op de hoek van West Street en Rector Street, zo'n vijf blokken ten zuiden van het World Trade Center.

#### South Tower
United Airlines-vlucht 175 trof de zuidelijke façade van de South Tower ongeveer tussen de 78e en 84e verdieping. De impactzone strekte zich uit vanaf de zuidoostelijke hoek van het gebouw over een groot deel van het gebouwoppervlak. Het vliegtuig veroorzaakte navenant enorme schade aan de zuidelijke façade van het gebouw ter hoogte van de impactzone. Fotografisch materiaal suggereert dat van 27 tot 32 perimeterkolommen langs de zuidelijke façade van het gebouw werden vernietigd over een bereik van vijf verdiepingen. Zoals dat het geval was bij de North Tower, zijn vloeren, die werden ondersteund door de perimeter van het gebouw, gedeeltelijk ingestort.
Het gedeeltelijke instorten van vloeren gelegen langs de zuidelijke façade zou hebben plaatsgevonden over een horizontale lengte van ongeveer 21 meter op een totaal van 63,14 meter, terwijl vloeren in andere delen van het gebouw intact bleven. Het zou waarschijnlijk zijn dat de kernkolommen in de zuidoostelijke hoek van de kern ook enige schade hebben geleden omdat ze zich in het directe reispad van de vliegtuigromp en de motoren zouden hebben bevonden, wat ook hier duidt op doorboring van het gebouw. Een deel van het landingsgestel van United Airlines-vlucht 175 werd nadien teruggevonden op het kruispunt van Church Street met Murray Street. Het tweede vliegtuig vloog sneller dan het eerste. Een hogere snelheid stelde United Airlines-vlucht 175 ertoe in staat de South Tower zwaarder te beschadigen dan wat American Airlines-vlucht 11 in de North Tower kon aanrichten.
De oriëntatie van de centrale kern van de South Tower was zodanig dat puin amper 10 meter hoefde af te leggen door het gebouw voordat het aan elementen van de structuur van de centrale kern begon te vreten. Ten slotte was de impactzone in de South Tower bijna 20 verdiepingen lager dan in de North Tower, dus kolommen in dit gebied droegen aanzienlijk grotere ladingen. Het is daarom mogelijk dat structurele schade aan de South Tower ernstiger was dan die aan de North Tower, wat gedeeltelijk verklaart waarom de South Tower sneller instortte dan de North Tower.

### Bouwkundige oorzaken
De South Tower stortte in om 9:59 uur, de North Tower om 10:28 uur. De Twin Towers stortten in op een heel verschillende, maar toch vergelijkbare manier. De torens vielen allebei rechtstandig op het grondoppervlak, met enige kanteling in de aanvangsfase ; voor de South Tower naar het oosten tot zuidoosten en voor de North Tower naar het zuiden tot zuidwesten.

#### South Tower

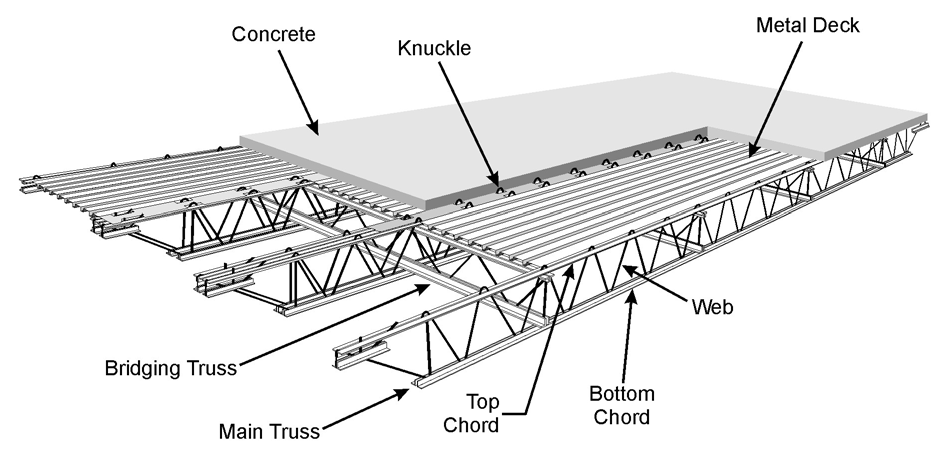
Een vloer van het World Trade Center, met raster van 'floor trusses' ter ondersteuning

Ten aanzien van de achteraf zwaarder getroffen South Tower (werd als laatste geraakt, stortte als eerste in) waren stalen kernkolommen aangetast in het zuiden en oosten van het gebouw. Het waren echter vooral de vloeren die ernstig werden getroffen door de vliegtuigcrash.
Wegens een hoekig raakpunt werd op rampspoedige wijze een immense last door de oostelijke façade overgenomen – specifiek door 'floor trusses', de draagconstructie van de vloeren. Het is volgens het NIST de voornaamste reden waarom de South Tower als eerste instortte.
De South Tower werd evenwijdig met de centrale kern getroffen in plaats van loodrecht, wat het geval was voor de North Tower, maar zoals de North Tower noord-zuid (zuid) op het lateraal oppervlak. Dat laatste had als gevolg dat in dat gebouw de centrale kern de structuur negatief beïnvloedde, daar waar dit voor de South Tower louter het vloersysteem zou zijn geweest. Alleen in het zuiden en oosten van de South Tower zou er schade aan de kern te ramen zijn geweest. In de South Tower werden kolommen verlaten van ondersteuning door – vanwege weggenomen brandwering – zwakke stalen 'floor trusses', de ondersteuning van de vloeren die massaal doorzakte en die verdiepingen deed instorten.
Door NIST uitgevoerde tests (simulaties) met gasbranders en nagebouwde 'floor trusses', in een leegstaand gebouw op een testsite, hebben uitgewezen dat vloerondersteuning ('floor trusses') vervormde en faalde d.w.z. doorzakte en afbrak of losraakte van de draagconstructie waardoor datgene wat gedragen werd niet meer werd gedragen en gedoemd was door te zakken.
Het gedeelte met 'floor trusses' bracht de stalen kolommen uit evenwicht wegens buigmomenten en daardoor ontstane bros gedrag (verlies cohesie en breuk). In de South Tower braken ze namelijk af per getroffen verdieping. Het resultaat was om die reden catastrofaal. Een eerstvolgende onbeschadigde vloer (te beginnen met de 86e verdieping) moest de belasting dragen zonder steun van de doorgezakte vloeren daaronder. Het voortschrijdende verlies van vloeren betekende dat de stalen kolommen werden onderworpen aan verlies van zijdelingse steun. Ze werden onstabiel en bezweken (Engels: "buckle"), met als gevolg een voortschrijdende instorting.
Stalen kolommen van de oostelijke façade werden agressief naar buiten gedreven zonder zijdelingse steun. Hierdoor kantelde het bovenliggende gedeelte van de South Tower naar het oosten toe voorover, zoals te zien is tijdens de instorting, waarna de last van bovenaf en vanuit het zuiden terug overgedragen werd aan de falende kern (en de andere façades).
In de South Tower zakten tientallen 'floor trusses' door langs de oostelijke façade van het gebouw (deze gezien vanaf Williamsburg, Brooklyn). Het resultaat was een knikkende beweging (Engels: "buckle") van de perimeterkolommen, inclusief de buitenmuur (-muren) gemaakt van aluminium. De andere façades faalden collectief mee, doordat de met vloersysteem verbonden kern op grote schaal faalde.

#### North Tower

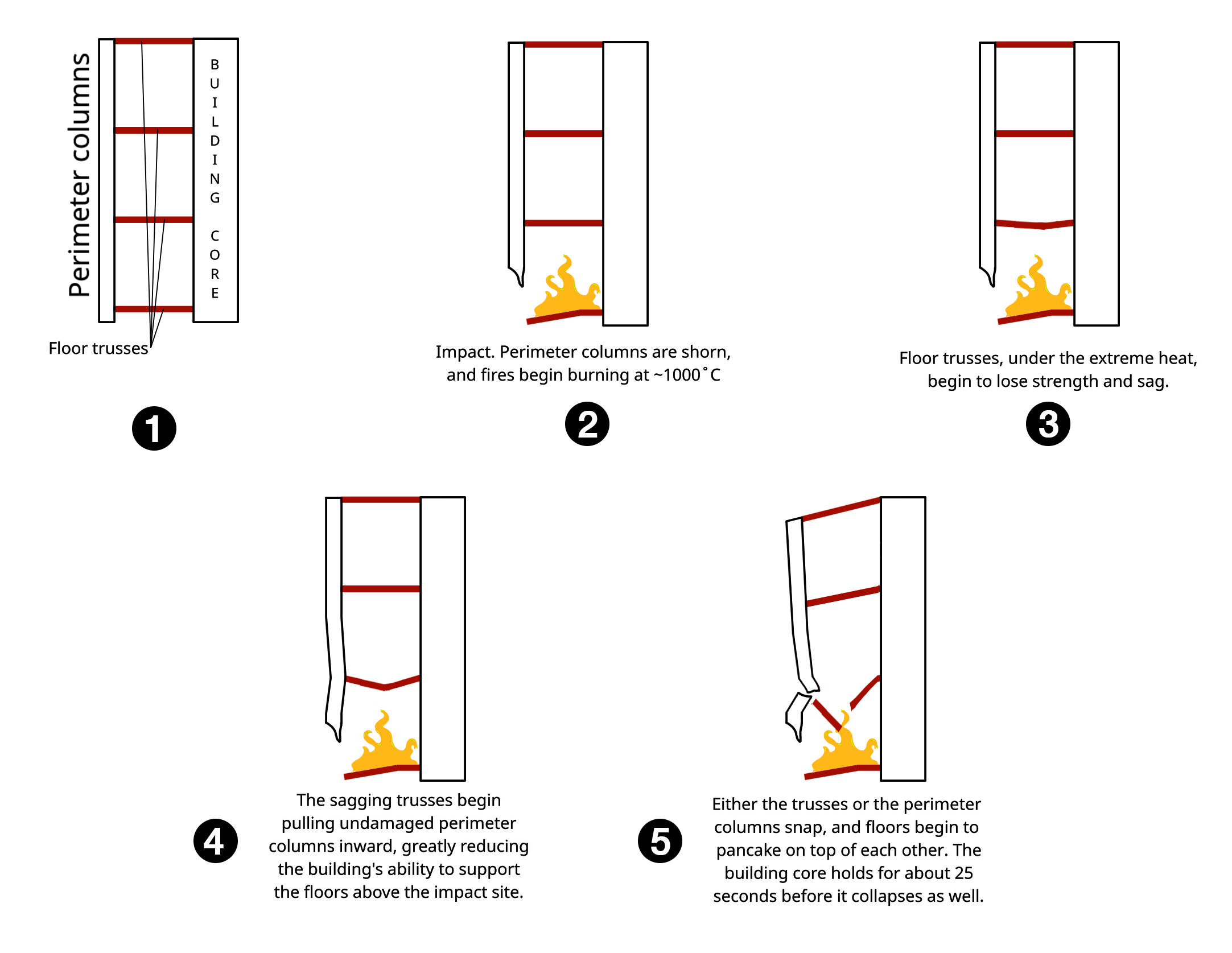
North Tower; initiëring van buigmoment van 'floor trusses' tussen perimeter (links) en kern

In de North Tower werd de centrale kern getroffen en werden de façades en de vloeren uitgeput door verhitting, maar bleef langer staan omdat deze hoger en overwegend centraal werd geraakt (minder te dragen gewicht), en bovendien loodrecht op de centrale kern (normaal ten opzichte van het gebouw). Op dezelfde wijze als de South Tower werd de North Tower ontdaan van brandwering, waardoor branden zich konden uitbreiden. De kern werd van het noorden tot het zuiden doorboord ; vloeren behalve die in het noorden en het zuiden behielden lange tijd hun sterkte.
In de North Tower waren 'floor trusses' daarom beter beschermd dan in de South Tower wegens het relatief hoge en centrale raakpunt van American Airlines-vlucht 11. In de North Tower vernietigde het vliegtuig volgens FEMA tussen 31 en 36 van de 236 perimeterkolommen, maar een groot aantal kernkolommen was doorboord. Gaandeweg was de kern niet meer bij machte gravitatie te verdelen. Vloeren, perimeterkolommen en buitenmuren werden meegesleurd onder druk van een falende kern. 
De zuidelijke façade faalde zonder zijdelingse steun zoals de oostelijke façade van de South Tower. Het verschil was dat de kern de aanzet gaf ; niet de vloeren (de antenne zakte als eerste in). In de North Tower trad verlies van vloeren op, voornamelijk ten zuiden van het gebouw, waardoor bovenliggende verdiepingen (dat waren er minder dan de South Tower) op elkaar begonnen te vallen. Het gebouw stortte compleet in omdat het gekoppelde vloersysteem [ten zuiden als eerste] faalde ; de buitenmuren en centrale kern van de onderliggende structuur werden meegesleurd. Alle façades faalden collectief omdat deze door het vloersysteem waren verbonden met de kern.
Na inslag van American Airlines-vlucht 11 was de North Tower in staat de belasting te verdelen, vanaf de kern over de resterende elementen (stalen perimeterkolommen en het vloersysteem) om langer dan een uur een stabiele conditie te handhaven. De globale sterkte van de structuur in de North Tower bleek evenwel zwaar aangetast. Façades en vloeren werden gaandeweg zwaarder belast, waarna de zuidelijke façade faalde onder aanvoering van de falende kernkolommen aldaar.
Hoewel de North Tower mogelijk in deze verzwakte toestand voor onbepaalde tijd had kunnen blijven staan, had deze sinds de inslag een beperkt vermogen om extra belasting te weerstaan. Of anders gesteld: datgene waartegen het gebouw [en zijn tegenhanger] ontworpen werd, zou dan sterker optreden dan de structuur van het gebouw en het gebouw zou verliezen van bijvoorbeeld een extreem weersverschijnsel. De North Tower zou mogelijk zijn ingestort als gevolg van belasting veroorzaakt door aardbevingen en hevige windkracht. Stormen zijn gebruikelijk voor New York, bij uitbreiding de oostkust van de Verenigde Staten.
Volgens FEMA is het plausibel dat de North Tower werd geaffectueerd als gevolg van het instorten van de South Tower, een halfuur voor zijn eigen instorting. De omvang van dergelijke schade aan de North Tower is niet bekend, maar deze omvatte waarschijnlijk gebroken raam- en gevelelementen langs de zuidelijke façade. Extra belasting en schade zou aanwezig zijn geweest. Deze was niet goed zichtbaar doordat de stofwolk van de toen net ingestorte South Tower oprees en doordat deze vanuit een zuidelijk uitkijkpunt, vb. Staten Island, de North Tower had verdonkeremaand. Afgezien van schade aan de oostelijke façade in de zuidoostelijke hoek (midden van het gebouw), kon geen schade worden waargenomen.

## Analyses

### Branden in de Twin Towers

Ontwikkeling van de rookpluimen van de Twin Towers op 11 september 2001; de paarse kleur toont de verslechterende toestand van de gebouwen

In de North Tower waren over de hele omtrek vlammen zichtbaar tijdens de gehele periode tussen de inslag en de instorting. In de South Tower doofden de vlammen sneller uit en waren geen vlammen zichtbaar op het moment van instorting. Na inslag van American Airlines-vlucht 11 produceerde het vuur van de North Tower enorme hoeveelheden rook. 
In de ochtend van dinsdag 11 september 2001 waaide een vrij zachte noordoostenwind over Lower Manhattan. Deze droeg eerst de enorme rookpluim van de North Tower over de South Tower heen, waarna de rookpluim van de South Tower verduisterde onder die van de North Tower.
In tegenstelling tot de North Tower, waarin sommige branden zichtbaar waren ver boven de impactzone, verspreidden de branden in de South Tower zich nooit verder dan de impactzone. Er bestaat evenwel geen bewijs dat de branden op de verdiepingen in de impactzone zich naar het westen van het gebouw verspreidden omdat brandweerlieden en werknemers het leven lieten en dit niet meer kunnen aantonen of navertellen. Tegen de tijd dat het gebouw instortte, leken de branden verstikkend te zijn geworden voor mensen die zich daar bevonden, omdat er geen vlammen meer zichtbaar waren en er alleen zwarte rook oprees.
Tegen de tijd van zijn instorting, 56 minuten na de inslag van United Airlines-vlucht 175, stootte de South Tower nog slechts een dunne sluier rook uit, maar de kleur van de rook die beide torens na de impact uitstootten was veelzeggend voor wat komen zou. Een snelle verduistering betekende dat hun conditie globaal snel achteruit ging. 
Beide gebouwen stootten gedurende de eerste minuten na de impact relatief weinig rook uit, maar daarna verergerde die situatie – zodra de kerosine volledig was uitgebrand. Hoewel daaropvolgende veranderingen in de kleur van de rook uit de North Tower moeilijk te achterhalen zijn, was vanaf de East River zichtbaar dat de rook uit de North Tower vanaf 10:00 uur werd uitgebreid en bijna zwart was tegen de tijd dat deze instortte.
Terwijl beide torens de eerste minuten na de vliegtuigcrash lichtgrijze rook uitstootten, werd de kleur van de rook donkerder. De rook in de South Tower was zwart tegen de tijd dat deze instortte. Op dat moment was het slechts een kleine fractie in vergelijking met het volume van de rook uit de North Tower. De rook van de branden was daar veel donkerder geworden tegen de tijd dat de South Tower werd geraakt. De rook was al bijna zwart toen de South Tower instortte. Daarna kwam de rook namelijk in versneld tempo de North Tower uit. De toren vatte bovendien vuur over de hele omtrek van het gebouwoppervlak, de South Tower deed dat niet.
Van ten minste achttien mensen is bekend dat ze ontsnapten boven de impactzone van de South Tower, onder wie dus Stanley Praimnath. Nog anderen waren allicht onwetend, wat ongunstig was voor evacuatie. Er wordt daarentegen aangenomen dat niemand boven de impactzone van de North Tower is ontsnapt aangezien alle liftschachten en trappenhuizen in de North Tower verwoest werden. In plaats daarvan was men op straat getuige van een gruwel met slachtoffers die gevangen zaten en naar hun dood sprongen of vielen.

### Instortingsproces

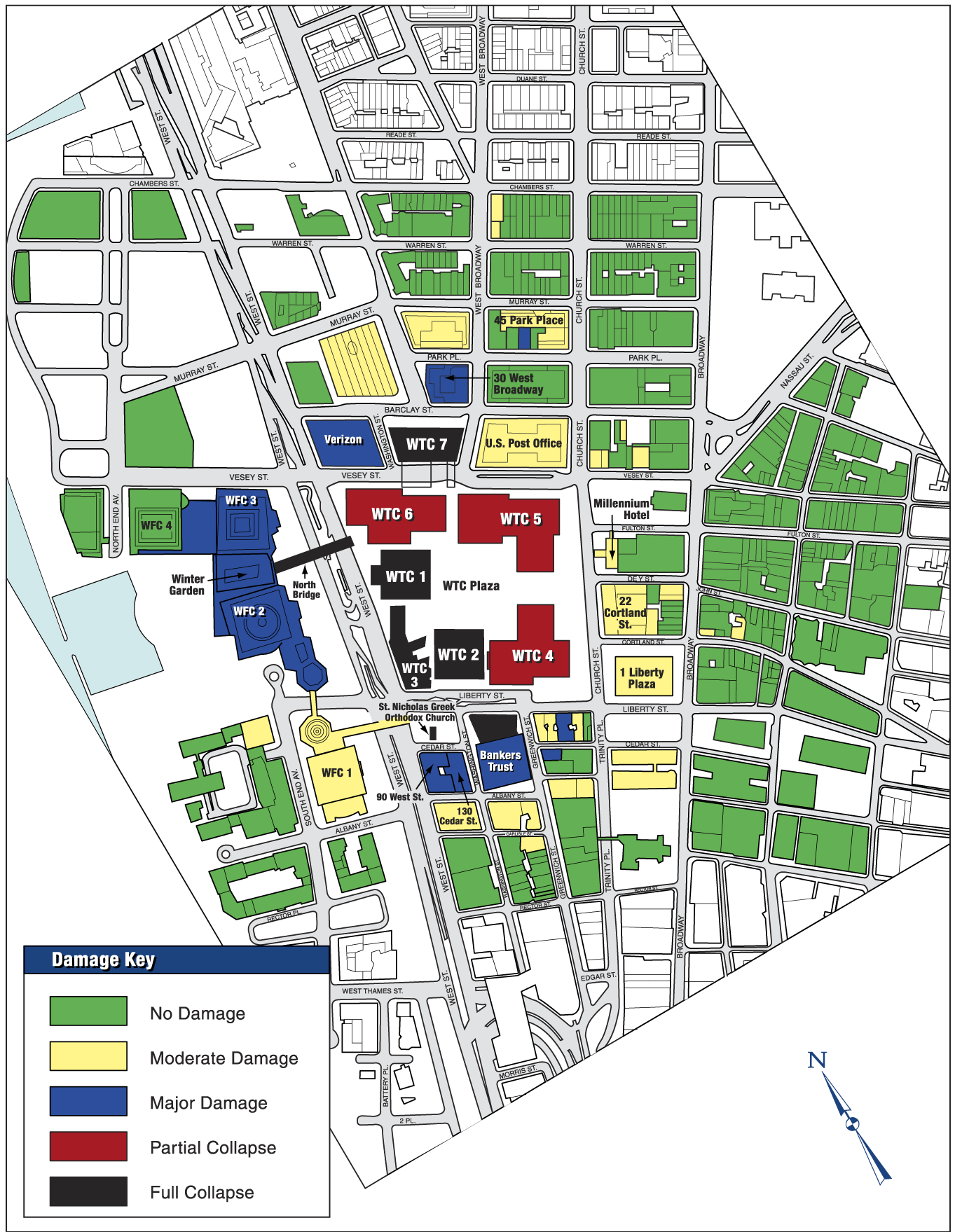
Plattegrond van de World Trade Center site die de beschadiging bij naburige gebouwen in kaart brengt; geen beschadiging (groen), matige beschadiging (geel), extreme beschadiging (blauw), partiële instorting (rood) en instorting (zwart)

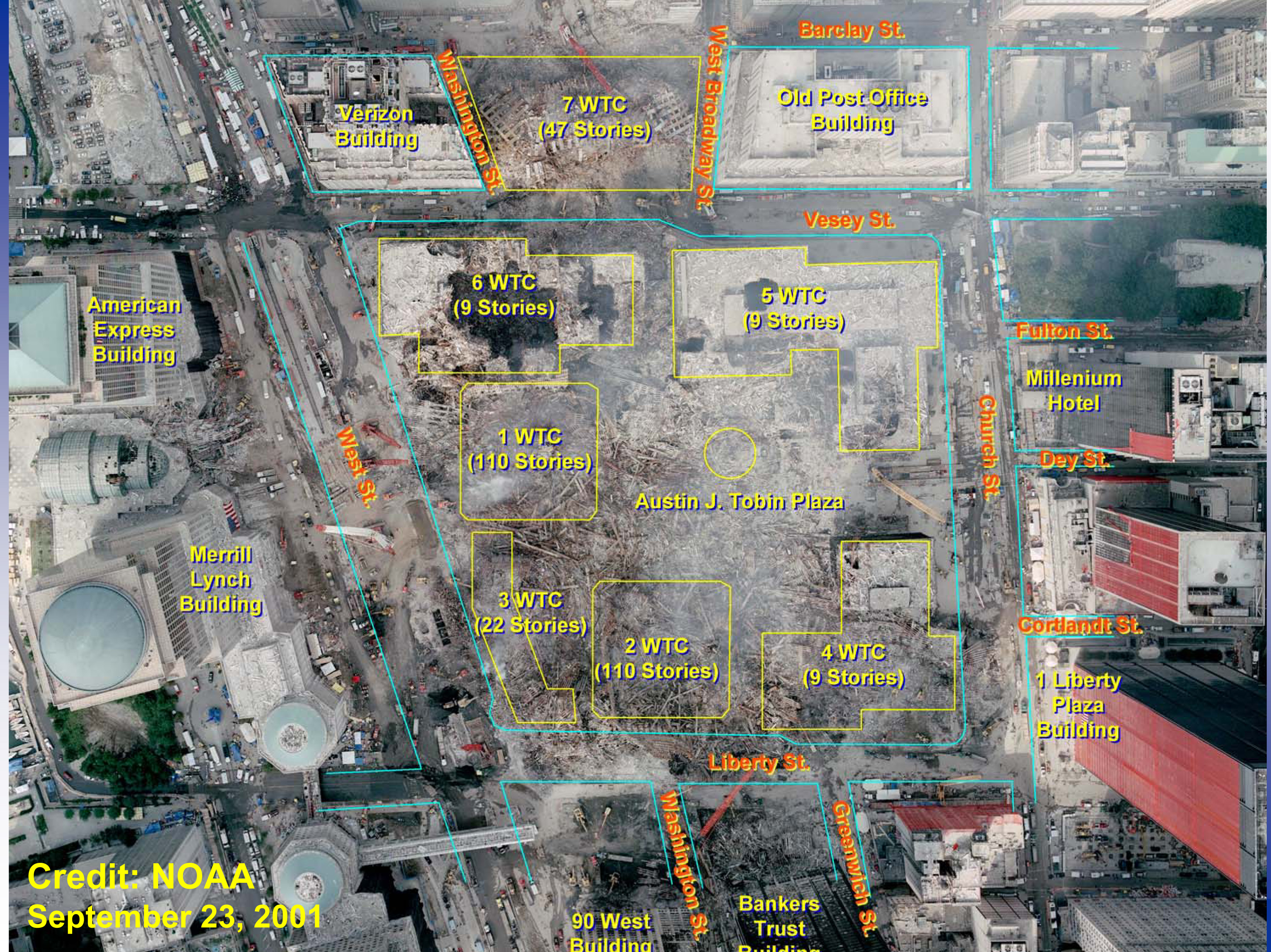
World Trade Center na de aanslagen, locaties gebouwen aangeduid

Tijdens de instortingen van de Twin Towers ontwikkelde zich een paddenstoelwolk; een sequentie van explosies die werd veroorzaakt door op elkaar vallend puin. De vallende massa zorgde voor compressie van lucht en dwong puin uit de ramen omdat de onderliggende verdiepingen achter elkaar faalden.
Beide gebouwen stortten rechtstandig in, met kanteling van het bovenliggende gedeelte en considerabele doorbraak van bouwelementen naar buiten toe. In beide gevallen faalde het gedeelte van het gebouw dat door de vliegtuigen was beschadigd, waardoor dat gedeelte op de onbeschadigde structuur eronder is gevallen.
Terwijl de instorting vorderde, werkte stof en puin op verschillende verdiepingen zich een weg naar buiten onder impuls van thermiek vanuit de bovenliggende verdiepingen. Beide gebouwen raakten gemiddeld na tien seconden het grondoppervlak, de snelheid van de instorting verliep maximaal aan 200 km/u.
Tijdens de ineenstorting bleven de onder spanning staande stalen kolommen zonder zijdelingse steun achter, waardoor ze naar buiten geduwd werden door een toenemende stapel puin. Het resultaat was dat de buitenmuren of de buitenbekleding uit element aluminium (exterieur of hoeksteen) zich ruim verspreidden en andere, naburige gebouwen raakten. Verbindingen tussen interieur en exterieur braken massaal af, waardoor veel panelen willekeurig verspreid lagen. Aluminium, de buitenbekleding van het exterieur, bleef her en der hoog overeind, maar de stalen balken van perimeter en kern lagen brandend in het puin verspreid.
Ingenieurs van de American Society of Civil Engineers (ASCE) stelden: "Het is erg waarschijnlijk dat men [de kapers] intuïtief het laagst mogelijke deel van de gebouwen is ingevlogen, dat is te zeggen, waar men toegang toe had. Zonder naburige gebouwen, had men ze nog lager geraakt" (de constructie had dan nog meer last moeten dragen, waardoor een instorting allicht nog sneller had plaatsgevonden).
Het onderliggende gedeelte was, volgens ingenieurs van ASCE, in beide gebouwen nooit in staat geweest het gewicht op te vangen. Beschadigde verdiepingen desintegreerden en het onderliggende gedeelte werd onderworpen aan falen aan een hoge snelheid. Beide wolkenkrabbers van het World Trade Center waren ontworpen voor trotsering van een door mist verdwaalde en daarom niet op kruissnelheid vliegende Boeing 707 (het snelste passagiersvliegtuig van de jaren vijftig, zestig en zeventig), maar niet voor de impact van een Boeing 767, wat evenwel het geval was bij de aanslagen. César Pelli, architect van het naastgelegen World Financial Center, zei een dag na de aanslagen: "geen enkel gebouw is voorbereid op het dragen van dergelijke belasting en ik voel een enorm gevoel van verlies, maar dit is onbeduidend als je denkt aan het verlies van mensenlevens".

### Brandwerendheid

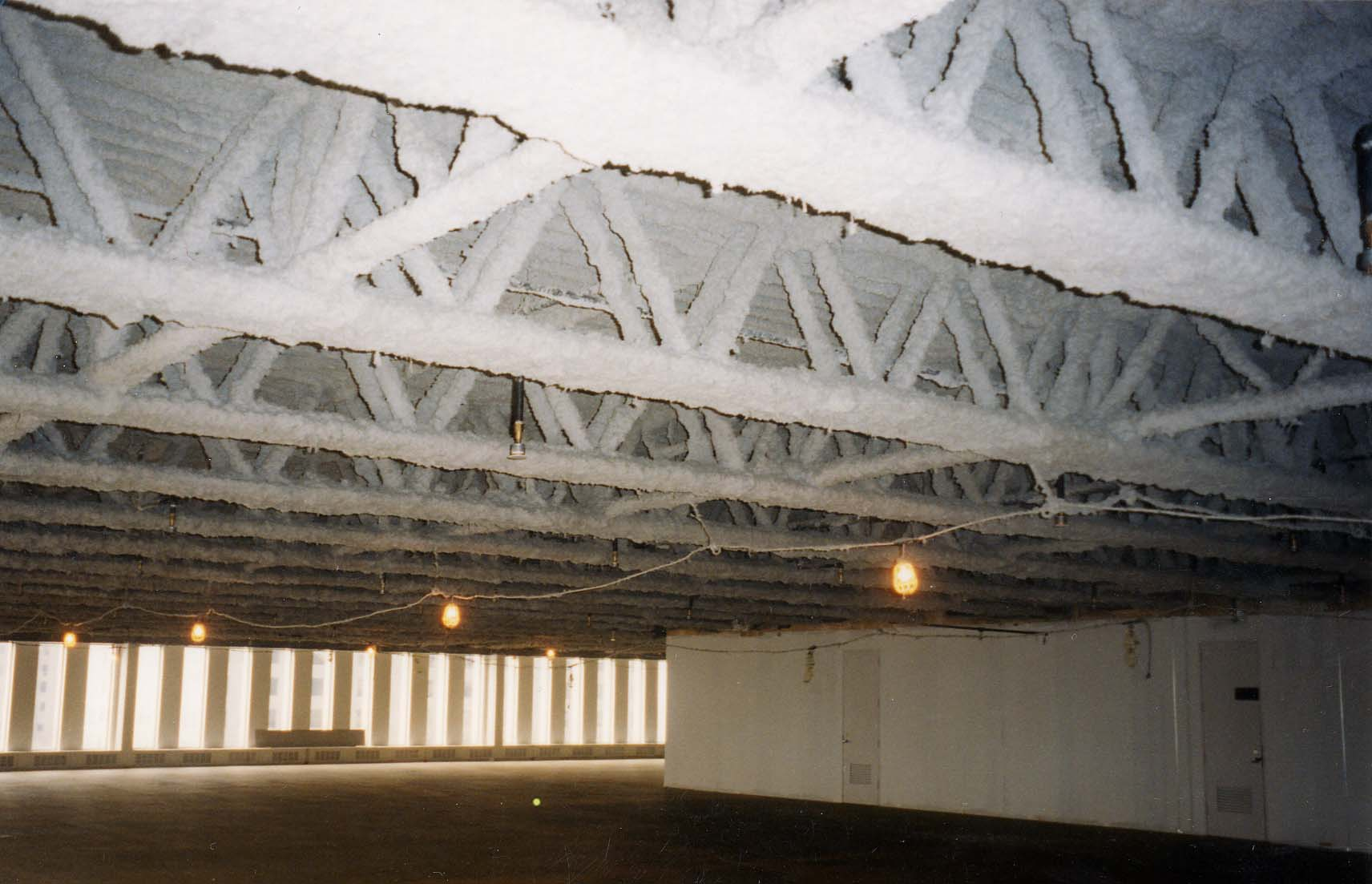
Brandwering in de Twin Towers, jaren 70

Ingenieurs achtten de Twin Towers van het World Trade Center in staat de aanslagen te overleven, maar ze werden uitgeput door erbarmelijke brandwerendheid na slecht uitgevoerde controles die dateren uit de late jaren negentig. Het staal van de kolommen werd verzwakt door aanhoudende opwarming. 
Het staal is niet gesmolten wegens een te laag gemeten temperatuur van 1000 °C om het smeltpunt van staal te bereiken. Het smeltpunt van staal is ongeveer 1500 °C.
Normale branden met koolwaterstof genereren temperaturen tot ongeveer 1100 °C. Staal is een legering en wordt steeds gedeformeerd – een afname van de sterkte door mechanische spanning – en smelt vanaf 1425 °C - 1540 °C / 2600 °F - 2800 °F.
Het NIST heeft maximale temperaturen van ongeveer 1000 °C gemeten. Indien staal temperaturen van 1000 °C bereikt, rest nog ongeveer 10 procent van de sterkte. Vanaf 500 °C - 600 °C wordt reeds de helft van de sterkte weggenomen. Staal dat onbeschermd is, kan een zeer hoge temperatuur bereiken snel na de verspreiding van een brand.
Verbuiging van ondersteunende bouwelementen door ontbrekende vuurvastheid van staal werd verwacht onder de vuurintensiteit en waargenomen duur.
Ingenieurs van de American Society of Civil Engineers (ASCE) verdiepten zich in de materie. Een analyse van ASCE toont aan dat stalen kolommen van de getroffen verdiepingen door oververhitting hun draagkracht verloren. De gebouwen waren daardoor gedoemd om in te storten. Het opwarmen van het staal, dat extreme temperaturen moest weerstaan, was volgens ASCE de oorzaak.
Verhitting veroorzaakte kruip en deformatie van het staal en het beton. Kruip heeft doorgaans een funeste invloed op het draagvermogen van een constructie. Federal Emergency Management Agency (FEMA) meent dat de 'floor trusses' niet de aanleiding waren voor het instorten van de South Tower. Het is evenwel reëel dat ze schade hebben geleden. De brandwering – de gips diagonaal rond de 'floor trusses' – was namelijk in vervallen staat of was verwijderd (al dan niet door de impact van het vliegtuig). FEMA oordeelt dat de vloeren zelfstandig zijn ingezakt onder verhitting en daardoor inwerkten op de 'floor trusses' en de bovenliggende structuur, die daardoor vrije baan had.
De 10 cm dikke betonnen bovenlaag die FEMA als oorzaak duidt, moet zijn aangetast (elk materiaal onder spanning wordt vervormd door kruip).

### Staalanalyse
Professoren Jonathan Barnett, Ronald R. Biederman en R.D. Sisson namens Federal Emergency Management Agency (FEMA) waren volgens hun onderzoeksrapport unaniem van mening dat de smelttemperatuur van staal (1500 °C) niet werd bereikt. De maximale temperatuur die werd gemeten was 1000 °C. De draagkracht van staal neemt boven de 500 °C sterk af. Kruip vervormde het staal, waardoor de constructie verzwakte en uiteindelijk instortte.
Een vuurzee die werd veroorzaakt door kerosine had als gevolg dat het staal zeker was blootgesteld aan temperaturen van meer dan 800 graden Celsius (1000 ° Celsius volgens het NIST), meer dan de helft van de sterkte nam dus af. Het verhittingsproces van het staal werd volgens ASCE versneld door verlies van warmte-isolatie. Iets meer dan de helft van de stalen kolommen in de kritieke verdiepingen kon het gewicht van bovenaf niet langer dragen dan uiteindelijk geconstitueerde tijd, waardoor het bovenste gedeelte stelselmatig inzakte. In het geval van de South Tower gebeurde dat reeds een half uur na inslag en twintig minuten voor instorting. In de North Tower bezweek de constructie na 1 uur en 42 minuten, nadat het verval enorm werd na de instorting van de South Tower. Een analyse van het NIST toont aan dat het staalskelet van kernkolommen uit lagere verdiepingen hooguit 25 seconden bleef overeind staan, zoals ook duidelijk te zien was na de instorting van de North Tower. Een stalen fragment stak enkele seconden boven het puin van het gebouw uit, met name van de centrale kern (waarbij ook verkeerdelijk de antenne werd vermeld). Dat laatste was een bewijs dat het staal van de kern sterker was dan het staal van de perimeter. Vanaf de impactzone duurde het falen van de kern dus langer dan het falen van de perimeter.
De duizenden stalen balken die werden gebruikt voor de prefabricage (lassen) van de kolommen waren genummerd, waardoor een nauwkeurige en doeltreffende staalanalyse mogelijk was. Metallurgisch onderzoek door Federal Emergency Management Agency (FEMA) wees uit dat de materiaaleigenschappen van de verschillende staalsoorten vrij van tegenstrijdigheid waren met de specificaties in de bouwplannen. Het staal was microstructureel en sterkere staalsoorten werden geblust. Noch tests met hoge snelheid noch teruggevonden componenten brachten enig uitsluitsel over broos falen.
Materiaaleigenschappen aangaande brandwerendheid waren niet tegenstrijdig met regulier constructiestaal. In Engeland voerde de prestigieuze Universiteit van Cambridge experimenten uit met de staalsoorten gebruikt voor de Twin Towers en concludeerde net als FEMA dat corrosie en vloeibaar slak de korrelgrenzen van het staal aantastte.

## Impact van aanslag op de Twin Towers
In 2009, acht jaar na de aanslagen op het World Trade Center, verspreidde het National Institute of Standards and Technology (NIST) naast een officieel verslag ook markant beeldmateriaal over de verschillende gebeurtenissen op 11 september 2001, waaruit is gebleken welke impact de inslag van de gekaapte vliegtuigen en instortingen precies hadden op de World Trade Center-wijk en de nabije omgeving zoals de straten langs het complex. Deze opnamen werden gemaakt door burgers vanaf straatniveau of door verschillende nieuwszenders.
Het NIST beriep zich op de Freedom of Information Act (FOIA) uit 1966, een wet op openbaarheid van bestuur, en zou meer dan 7.000 beelden over de aanslagen hebben geanalyseerd.

### Omgeving

Brandende voertuigen aan de basis van de South Tower, links Marriott World Trade Center

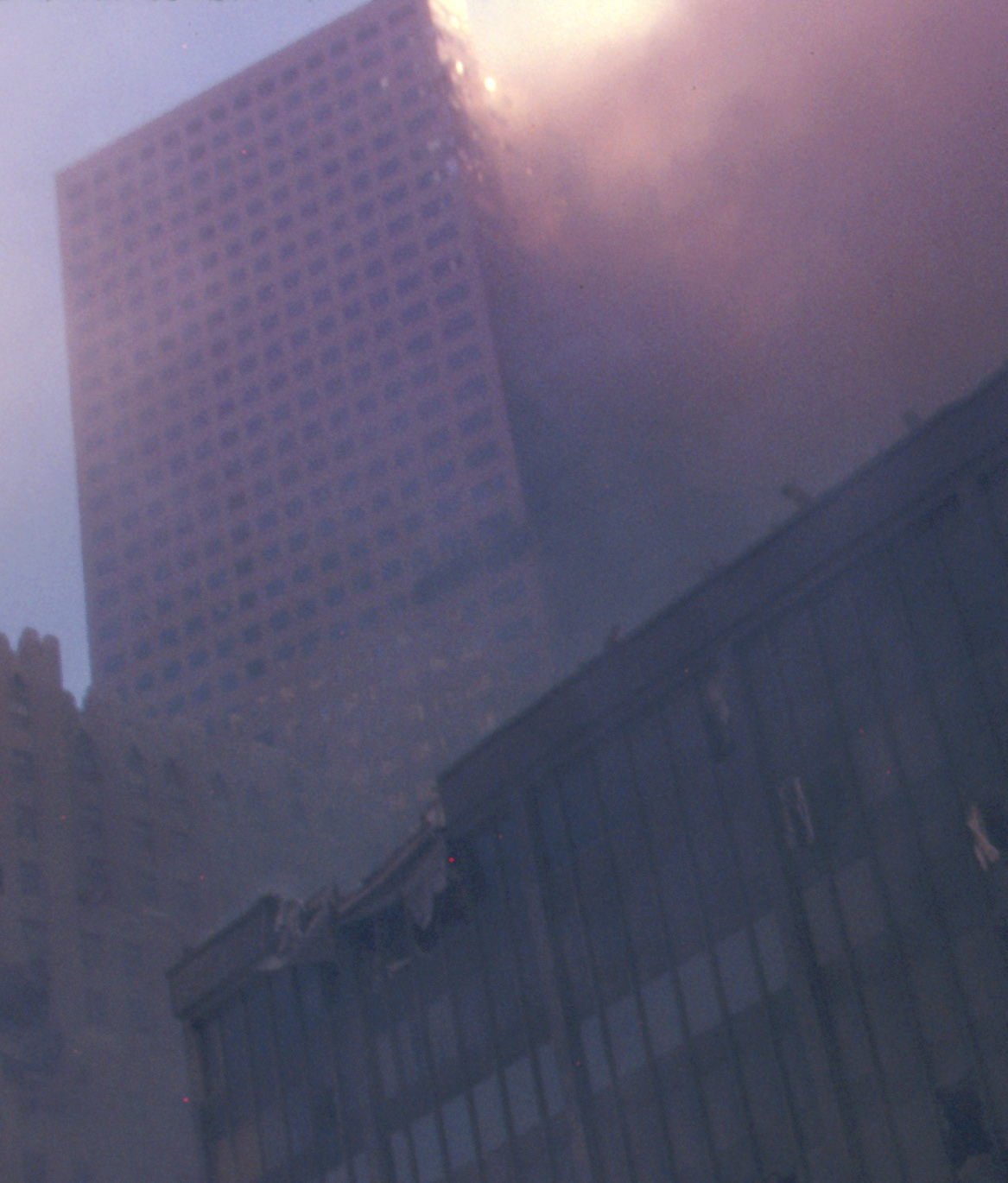
Het 7 World Trade Center, het Verizon Building (deels zichtbaar uiterst links) en Six World Trade Center (het zwarte gebouw) na de instorting van de Twin Towers (zuidwesten)

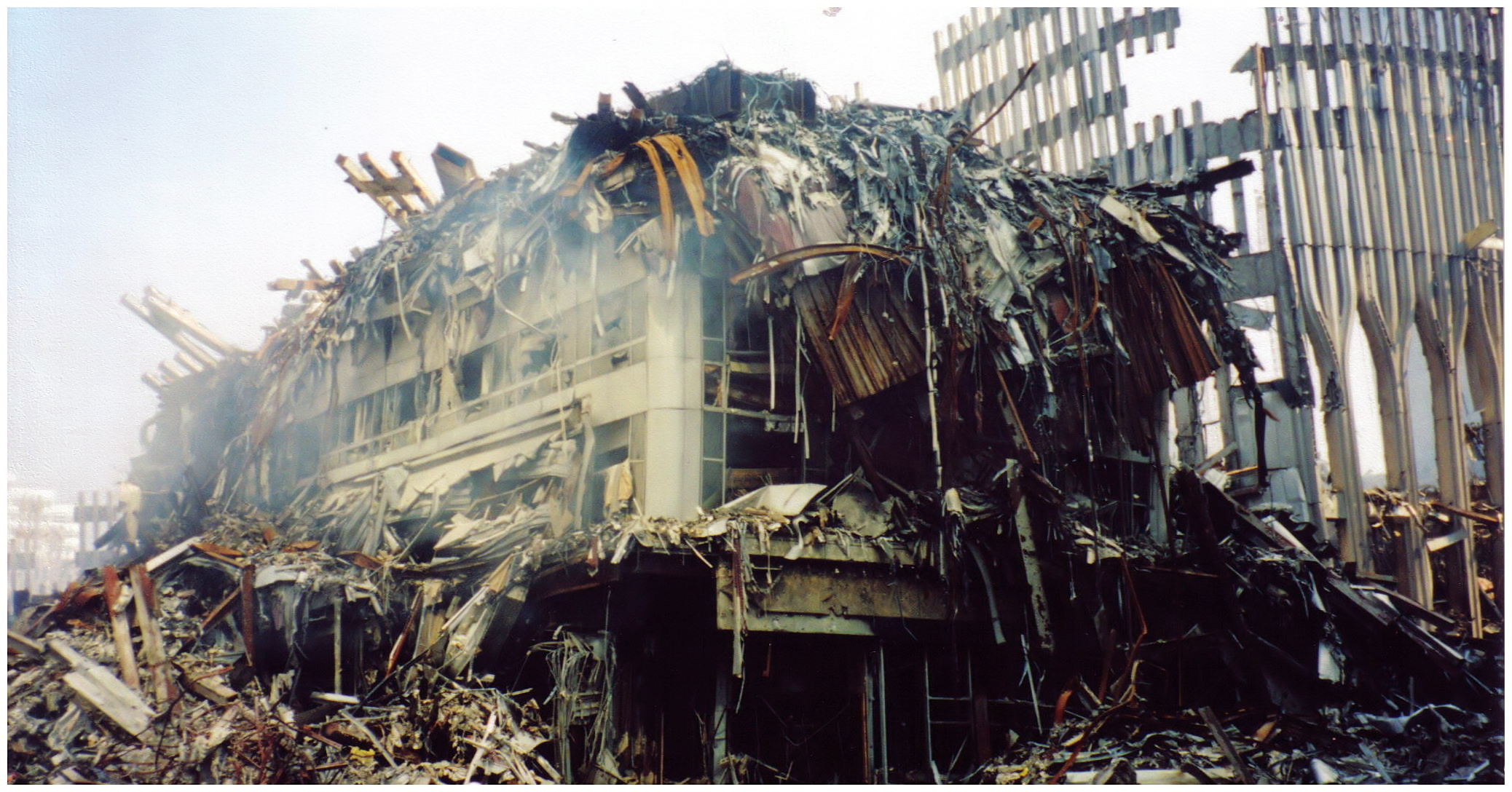
Ruïnes van Marriott World Trade Center en South Tower

Enkele beroemde gebouwen in de omgeving werden zwaar getroffen door de instorting van het World Trade Center, waaronder het art deco Verizon Building, het neoclassicistische U.S. Post Office Building, het One Liberty Plaza, het World Financial Center – met name het Three World Financial Center en Winter Garden Atrium, waar bijna alle glas uit de vensters werd geblazen – en het Deutsche Bank Building.
Deze gebouwen werden doorboord door staal van de Twin Towers. De schade was een tiental verdiepingen hoog. Het Marriott World Trade Center, het hotel aan de voet van het complex dat na de bomaanslag op het World Trade Center op 26 februari 1993 structureel werd verstevigd, werd al deels verpletterd door de instorting van de South Tower. De instorting van de North Tower was fataal. Om 11:14 uur stortte het laatst overgebleven gedeelte van het hotel met 22 etages volledig in. Het was een gedeelte dat was blijven staan doordat dit het verste van de North Tower was gesitueerd. Het hotel had reeds lichte schade opgelopen toen een deel van het landingsgestel van het eerste toestel om 8:46 uur op het dak viel nadat het vliegtuig de North Tower was ingevlogen.
Het 7 World Trade Center, het wijnrode gebouw ten noorden van de Twin Towers, stortte in de namiddag op dezelfde manier in als de Twin Towers, door schade van de instortingen. Het naburige Verizon Building werd daardoor zwaar getroffen, maar dit gebouw in art-decostijl werd gered. Het beeldmateriaal toont onder andere brandende auto's en ingeslagen ramen van huizen of winkels. Na de instorting van de South Tower was extensieve schade zichtbaar aan de zuidelijke façade van de North Tower. Bovendien waren de ramen van de lobby uitgebroken of onder stof bedekt. Van de straten langs het complex, Church Street, Vesey Street, Liberty Street en West Street, was amper iets te merken.

### Slachtoffers

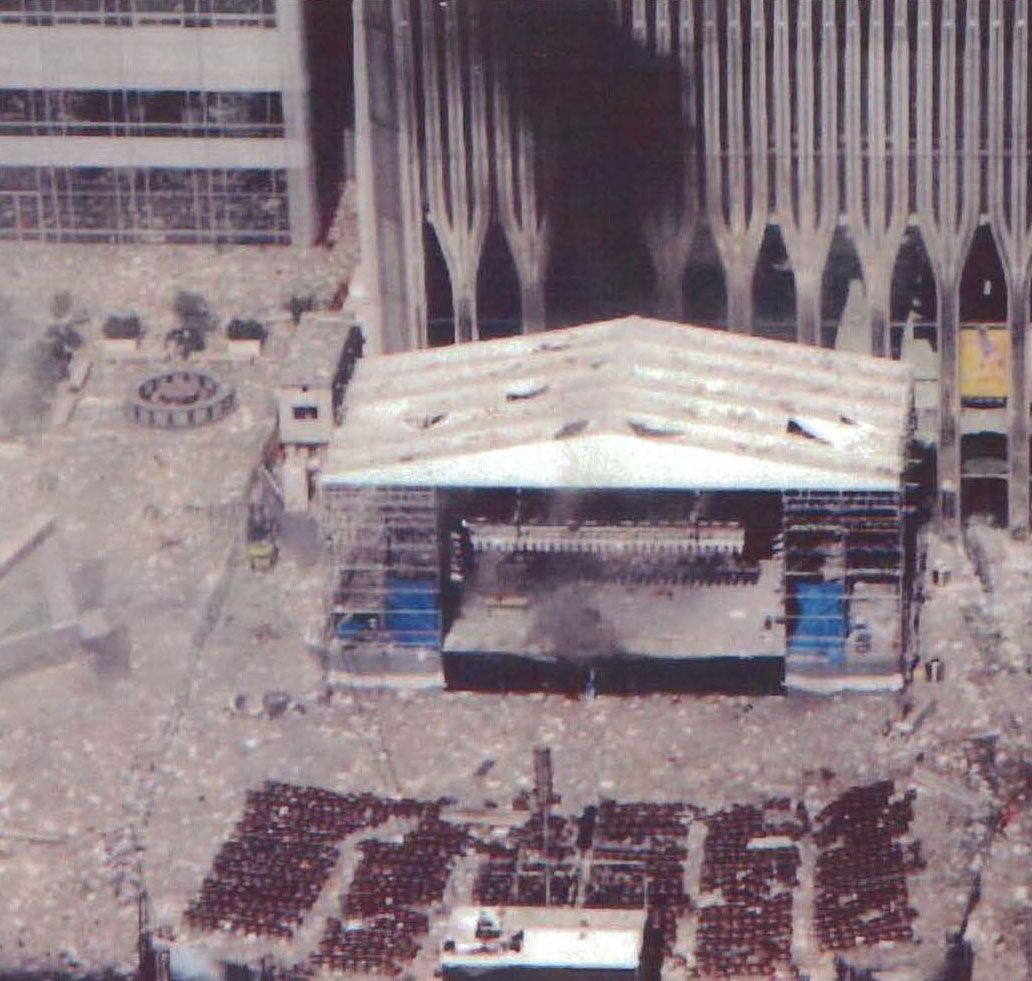
Ravage op Austin J. Tobin Plaza, het plein aan de voet van de Twin Towers, voor de instorting van de South Tower

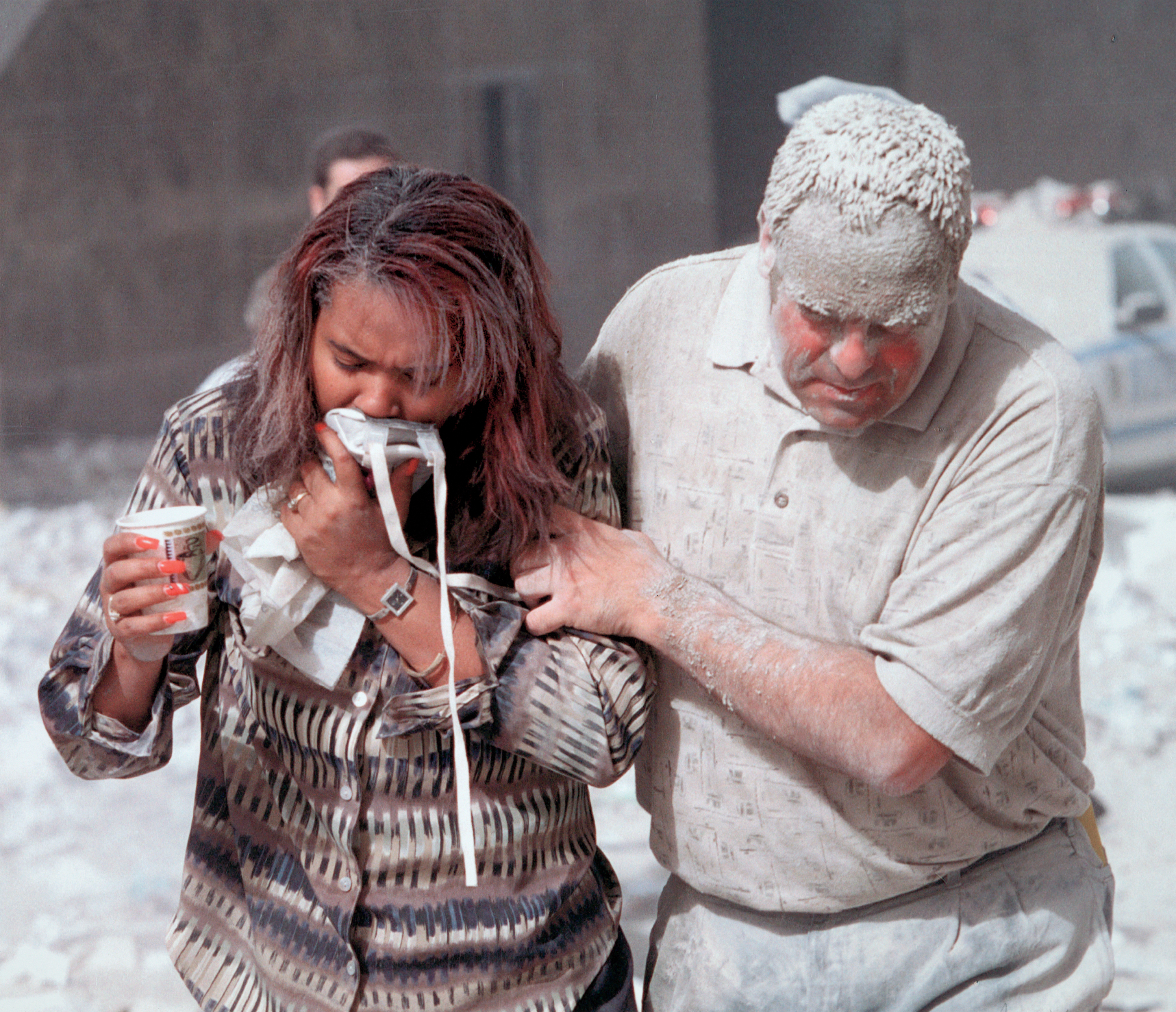
Een vrouw met ademhalingsproblemen wordt door een man geholpen

De evacuatie van de werknemers begon officieel omstreeks 9:52 uur toen de FDNY vaststelde dat verschillende onderdelen "van het gebouw [South Tower] vielen". Mensen brachten zichzelf evenwel reeds in veiligheid na de eerste crash. In de South Tower kreeg men zeven minuten, in de North Tower kreeg men zesendertig minuten. De communicatie tussen de brandweer- en politie-eenheden verliep allesbehalve probleemloos wegens een verstoorde verbinding in de omgeving.
De late aanvangsfase van officiële evacuatie door FDNY (wegens een verstoorde communicatie tussen veiligheidsverantwoordelijken in de torens en de brandweerlieden) heeft, zonder enige voorkennis dat beide torens daadwerkelijk zouden instorten, de levens gekost van vele brandweerlieden en werknemers in de South Tower. Een van hen was Kevin Cosgrove, die zich ten westen in de South Tower ophield en dus nog de mogelijkheid had om te ontsnappen. Een brandweerman was al zeker op weg naar Cosgrove doch toen stortte het gebouw in waarbij Cosgrove en duizenden anderen het leven lieten. Niet alle werknemers hebben de situatie aangevoeld of geanticipeerd bij gebrek aan de mogelijkheid daartoe.
Tijdens of na de instortingen ontvluchtten mensen de omgeving door handelspanden of huizen te betreden in een poging om stof- en rookvrij te blijven. Daarnaast werden beelden vrijgegeven van mensen die achterop aan- en afrijdende ambulances sprongen om aan de gruwel te ontkomen. Gevangen mensen vielen uit de torens. Ze waren bevangen door de rook. Anderen stierven een verstikkingsdood.
Om aan de verbrandingsdood te ontsnappen lieten ten minste 200 mensen zich vanuit de torens naar beneden vallen. Die mensen die uit de Twin Towers sprongen of vielen konden per definitie niet meteen gecatalogiseerd worden als zijnde mensen die zelfmoord pleegden. Mensen die zich in de North Tower boven de inslagzone van het vliegtuig ophielden, konden de 417 meter hoge toren niet meer uit — alle trappenhuizen en liftschachten in toren één werden door de vliegtuigcrash verwoest. Tientallen mensen hingen daar uit de ramen en klampten zich vast in de hoop lucht te krijgen, maar verloren grip en vielen. Voor de South Tower was dergelijk voorval evident, maar één trappenhuis was daar nog wel bereikbaar — dat is te zeggen, ter hoogte van de inslagzone — om van daaruit (met de moed der wanhoop) een mogelijkheid te verwerven om te ontkomen.
Bij deze gebeurtenissen kon een zelfmoord pas als zodanig omschreven worden afhankelijk van de mate waarin die mensen op de hoogte waren van wat zich afspeelde. Wanneer een vallend object werd waargenomen ging het meestal om buitenbekleding, exterieur of hoeksteen, die van het gebouw losraakte. Niet alle mensen die zijn gevallen dachten ook fatalistisch omdat ze de situatie niet (goed) konden inschatten. Het staat vast dat in de North Tower meer mensen zijn gesprongen of gevallen dan in de South Tower.
Mensen gingen over in een shocktoestand of vielen flauw vanwege de psychotraumatische ervaring en medische hulp werd verstrekt. Illustratief werd een reportage van ABC-correspondent Newton Jones Burkett. De chaos in de omgeving van het World Trade Center en ver daarbuiten was compleet, met aan- en afrijdende politievoertuigen, ambulances en brandweerwagens.
Het Austin J. Tobin Plaza, het plein aan de voet van de Twin Towers, werd gebruikt voor de evacuatie. Echter, vanwege de naar het oosten toe verlopende instorting van de South Tower werden zowel het plein als het Four World Trade Center kritiek beschadigd. Mensen werden daarnaast geëvacueerd via de lobby's van de North Tower, de South Tower (beide tot verwoesting), het Marriott World Trade Center (tot de verwoesting van de South Tower), het World Financial Center of via het ondergrondse The Mall at the World Trade Center (tot de verwoesting van de beide torens) om naburige straten te bereiken. Bij het World Trade Center was een groot podium voor buitenconcerten opgesteld. Het podium stond op Austin J. Tobin Plaza aan de ingang van de North Tower. Zowel mensen als fragmenten van de North Tower waren erdoorheen gevallen (zie afbeelding).
Er bestaan beelden over de periode tussen de instortingen (9:59 uur – 10:28 uur), echter die zijn gering door een dan toegenomen veiligheidsrisico. De brandweer zocht al naar slachtoffers onder het puin van de South Tower. Het hotel was bedolven van de South Tower, mensen dodend.
Op West Street, bij de overgebleven North Tower, werd een kantoorbediende genaamd Mike Benfante geïnterviewd, die een vrouw in een rolstoel vanaf 20 verdiepingen onder de impactzone in veiligheid heeft gebracht. Hij was zwaar onder de indruk, beschreef de chaos en wandelde verder. Toen de North Tower instortte was te zien hoe hij en honderden anderen die nog in de omgeving waren renden voor hun leven. De CBS-cameraman Mark LaGanga werd gegrepen door de oprukkende stofwolk. Hij besloot de instorting te filmen en publiceerde zijn video jaren later. Mike Benfante werd nog een tweede maal geïnterviewd door een lokale tv-zender. Hij getuigde over het zien vallen en springen van mensen uit de North Tower en barstte in tranen uit.

## Instorting van 7 World Trade Center
Het 7 World Trade Center werd gebouwd van 1983 tot 1987 en was ontworpen door architect Julian Roth van architectenbureau Emery Roth and Sons. Het was het laatste gebouw van het complex dat werd gebouwd.
Het 7 World Trade Center raakte zwaar beschadigd na de instorting van de North Tower. De zuidelijke façade van de 47 verdiepingen tellende en trapeziumvormige toren brandde in de namiddag uit, met als resultaat massaal structureel falen ongeveer zeven uur na de neergang van de North Tower om 17:20 uur lokale tijd – 23:20 uur Nederlands-Belgische tijd.
Bij de instorting vielen geen slachtoffers, daar de toren en de omgeving al ontruimd waren.

### Branden in 7 World Trade Center

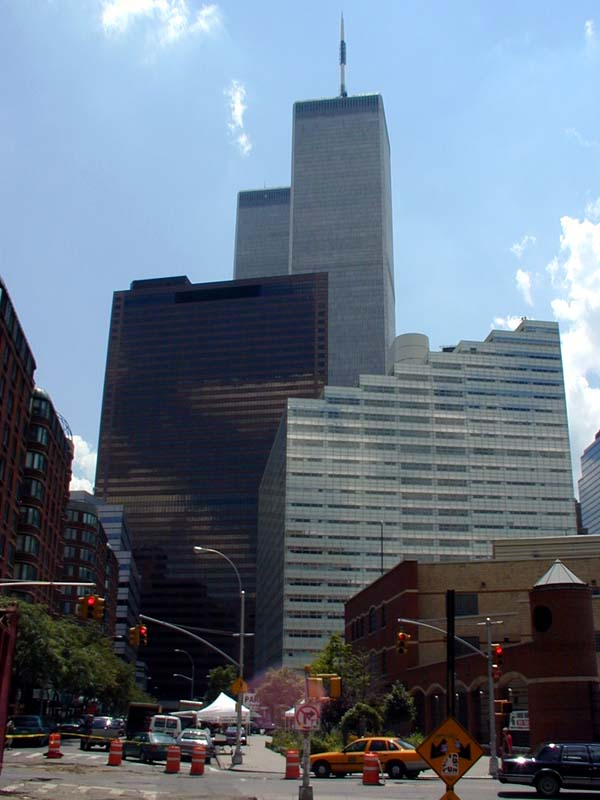
7 World Trade Center, het wijnrode gebouw, vanaf Greenwich Street in 2000

De branden in het 7 World Trade Center werden ontstoken als gevolg van de impact van puin door de ineenstorting van de North Tower, die 110 meter ten zuiden van het gebouw gesitueerd was – het Six World Trade Center scheidde de wolkenkrabbers van elkaar. Puin afkomstig van de North Tower veroorzaakte structurele schade aan de zuidwestelijke façade van het 7 World Trade Center, in het bijzonder tussen verdiepingen 7 en 17. De noordelijke façade die is te zien op de eerste foto, was onaangetast van buitenaf. De branden werden op minstens 10 verdiepingen ontstoken; alleen de branden op verdiepingen 7 tot 9 en op verdiepingen 11 tot 13 wakkerden verder aan en duurden tot de tijd van instorting. Het leek er volgens FEMA niet op dat de ineenstorting van de North Tower op significante wijze het dak of de oost-, west- en noordgevel van de toren heeft beïnvloed. De branden hadden echter extreme schade toegebracht aan de zuidelijke gevel, met name ter hoogte van de verdiepingen 8 tot 20, 24, 25 en 39 tot 46. De verspreiding van de branden was volgens het NIST niet tegenstrijdig met die bij normale branden. Indien er een watervoorziening voor de sprinklerinstallatie beschikbaar was geweest en het sprinklersysteem op de juiste manier werd gebruikt, is het zeer waarschijnlijk dat de branden in het 7 World Trade Center onder controle konden worden gehouden en de ineenstorting als dusdanig had voorkomen kunnen worden. Het broodnodige water of de toevoer was echter afwezig. FEMA maakte in zijn analyse ook gewag van een gebrekkig sprinklersysteem, en ontdekte voorts dat het gebouw slechts tot op de vijfde verdieping was beschermd. Geen van de ruimtes met elektrische apparatuur was beschermd tegen zware brand. Het sprinklersysteem was "resistent voor lichte dreiging". Het systeem had zwakke punten; men moest handmatig de elektrische vuurpomp aanzetten en de bediening op het grondniveau had slechts een enkele verbinding met de waterpomp. Daarnaast had het systeem kracht nodig voor de vuurpomp water kon toevoeren.

### Bouwkundige oorzaken

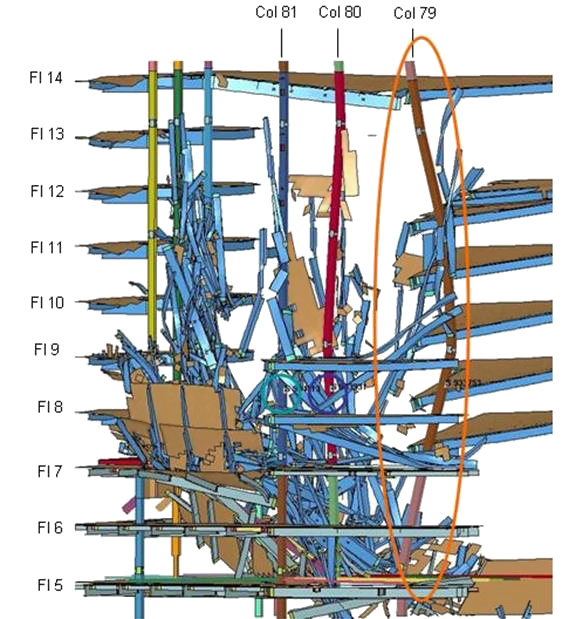
Kolom 79 (omcirkeld) initieerde de instorting van 7 World Trade Center

Uiteindelijk bereikten de branden de noordoostelijke zone van het gebouw. De sequentie die de globale ineenstorting van het 7 World Trade Center veroorzaakte, betekende het begin van het knikken of buigen van een centraal gelegen kritieke stalen binnenkolom in die omgeving. De bewuste kolom (nr. 79, zie foto) ter hoogte van de 14e verdieping was niet meer ondersteund nadat door brand veroorzaakte schade leidde tot een opeenstapeling van lokaal falen. Het knikken van deze specifieke kolom leidde tot een verticaal falen tot aan het dak en leidde tot het knikken van aangrenzende binnenste kolommen ten zuiden van de verzwakte kolom.
Het penthouse linksboven op het dak (rechtsboven kolom nr. 79, zie foto 2) stortte van buitenaf gezien als eerste in en sleurde vervolgens de rest van het gebouw mee. Ondersteunende bouwelementen zoals spanten en liggers speelden volgens FEMA in tegenstelling tot de Twin Towers geen belangrijke rol bij de ineenstorting.
De schade door het puin van de North Tower heeft dan weer weinig effect gehad op het initiëren van de ineenstorting van het gebouw. Het 7 World Trade Center had in eerste instantie schade weerstaan die resulteerde in doorsnijding van de zeven buitenste kolommen, en heeft vervolgens branden doorstaan op verschillende verdiepingen en dit gedurende bijna zeven uur.
Het puin beschadigde het vuurbestendige materiaal dat werd aangebracht op de stalen kolommen en liggers louter in de buurt van de structurele schade door de ineenstorting van de North Tower. Die zone was ver verwijderd van de geknikte kolom (nr. 79, zie foto) die de instorting initieerde. Volgens het NIST zou de toren ook zonder de schade zijn ingestort door branden met dezelfde kenmerken als die op 11 september 2001.

## Gezondheidseffecten
De instortingen veroorzaakten enorme stofwolken die Manhattan dagenlang bedekten. Voorts kwam 400 ton asbest uit de torens vrij vanuit afgebroken afvoerleidingen. Als gevolg van die vrijgekomen giftige stof stierf een aanzienlijk aantal slachtoffers en hulpverleners jaren later aan asbestkanker. Het Deutsche Bank Building werd 9 jaar na de aanslagen ontmanteld en afgebroken wegens een groot risico op asbestcontaminatie. Ook traden andere langetermijneffecten van de aanslagen op, zoals de World Trade Center-hoest en verhoogde niveaus van astma, sinusitis, refluxziekte en posttraumatische stressstoornis.
Lower Manhattan werd opnieuw "ademveilig" verklaard door United States Environmental Protection Agency op 18 september 2001.

## Heropbouw van het World Trade Center
Het ruimen van puin op en rond alsmede het leeghalen van de locatie – waarna het bouwproces van het nieuwe complex een aanvang nam – duurde acht maanden. St. Nicholas Greek Orthodox Church werd compleet verwoest, maar wordt heropgebouwd op de locatie van het nieuwe World Trade Center. The Sphere van beeldhouwer Fritz Koenig, dat op Austin J. Tobin Plaza tussen het originele World Trade Center stond, werd in zwaarbeschadigde toestand geborgen en dient nu als monument in Liberty Park.
Al 19 jaar lang wordt op de World Trade Center site een nieuw complex opgetrokken ter vervanging van de verwoeste gebouwen. Het One World Trade Center, het hoofdgebouw van het nieuwe complex, werd ingehuldigd op 3 november 2014.
De voltooiing van het nieuwe complex wordt ten vroegste verwacht na 2023, na de bouw van het Two World Trade Center.